# رایانه
رایانه یا کامپیوتِر (به انگلیسی: Computer) دستگاهی الکترونیک است که می‌تواند برنامه‌ریزی شود تا دستورها و محاسبات ریاضیاتی و منطقی را به‌صورت خودکار از طریق برنامه‌نویسی انجام دهد. رایانه‌های نوین می‌توانند از مجموعهٔ بزرگی از دستورها (کد) به نام برنامه (نرم‌افزار) پیروی کنند، این امر به آن‌ها اجازه می‌دهد تا قابلیت انجام حجم بزرگی از وظایف را داشته باشند، و بر اساس برنامه‌ای که به آن‌ها داده می‌شود عمل می‌کنند. یک رایانه شامل سخت‌افزار و نرم‌افزار است که با هم یک سامانهٔ رایانه‌ای (Computer system) را تشکیل می‌دهند. همچنین رایانه‌ها با اتصال به هم، می‌توانند به نوع دیگری از رایانه بدل شوند. مانند شبکهٔ رایانه‌ای و رایانش خوشه‌ای.
رایانه‌ها به‌عنوان سامانهٔ کنترل برای حجم گسترده‌ای از دستگاه‌های صنعتی و دستگاه‌های مصرفی استفاده می‌شوند. رایانه‌ها به‌عنوان دستگاه‌های خانگی مانند دستگاه مایکروویو و دور فرمان‌ها، دستگاه‌های کارخانه‌ای مانند ربات صنعتی و طراحی به کمک رایانه (CAD) و دستگاه‌های عمومی مانند رایانه‌های شخصی (PC)، تلفن‌های همراه و تلفن‌های هوشمند استفاده می‌شوند. اینترنت بزرگ‌ترین شبکه در جهان است که از اتصال رایانه‌های زیادی به‌هم تشکیل شده است. رایانه‌ها می‌توانند به اینترنت متصل شوند و از منابع اطلاعاتی متعدد اینترنت بهره ببرند.
در گذشته رایانه‌ها به‌عنوان دستگاه‌های محاسبات ریاضی فرض می‌شدند. تاریخچهٔ رایانه نیز بر همین موضوع استوار است. نخستین رایانه (دستگاه محاسبه) چرتکه نام داشت. چرتکه، رایانه‌ای بود که انسان‌ها در گذشته برای انجام محاسبات پایه از آن استفاده می‌کردند. در اوایل انقلاب صنعتی، برخی دستگاه‌های مکانیکی به‌طور خودکار انجام محاسبات طولانی را انجام می‌دادند. برای مثال، الگوهای راهنما برای دستگاه‌های ریسندگی. بعدها رایانه‌ها پیشرفته‌تر شدند و در سده بیستم میلادی توانستند دستگاه‌های الکترونیکی آنالوگ را بسازند. نخستین رایانه‌های رقمی در طی جنگ جهانی دوم ساخته شدند. نخستین ترانزیستور نیم‌رسانا در اواخر سال ۱۹۴۰ بر اساس ماسفت (MOSFET) و مدارهای مجتمع (IC) در اواخر ۱۹۵۰ و ریزپردازنده‌ها در سال ۱۹۷۰ ساخته شدند. سرعت، قدرت و همه‌کاره بودن رایانه‌ها سبب شد تا انقلاب دیجیتال رخ دهد و پیشرفت چشمگیری در زندگی انسان حاصل شود.
رایانه‌های امروزی از واحد پردازش مرکزی (CPU)، نوعی حافظه و دستگاه‌های جانبی تشکیل شده‌اند. واحد پردازش، وظیفهٔ انجام عملیات‌های محاسباتی و منطقی را بر عهده دارد. دستگاه‌های جانبی شامل دستگاه‌های ورودی (مانند صفحه‌کلید و ماوس)، دستگاه‌های خروجی (مانند مانیتور و هدفون) و ورودی/خروجی (مانند صفحه لمسی) می‌توانند برای نمایش و ارسال اطلاعات در رایانه مورد استفاده قرار گیرند. رایانه‌ها از لحاظ کارکرد به‌صورت مکانیکی، الکترومکانیکی و الکترونیکی، از لحاظ محاسبات به‌صورت قیاسی (Analog) و رقمی (Digital)؛ و از لحاظ اندازه به ریزرایانهها، رایانه‌های کوچک، بزرگ‌رایانه‌ها و ابررایانهها تقسیم می‌شوند. رایانه‌های شخصی رایج‌ترین نوع رایانه در میان انواع رایانه‌ها هستند.
رایانه‌های امروزی بسیاری ار مشکلات و کمبودهای دنیای واقعی را با ارائهٔ خدمات بی‌نظیر در فضای مجازی برطرف نموده‌اند.

## ریشه‌شناسی

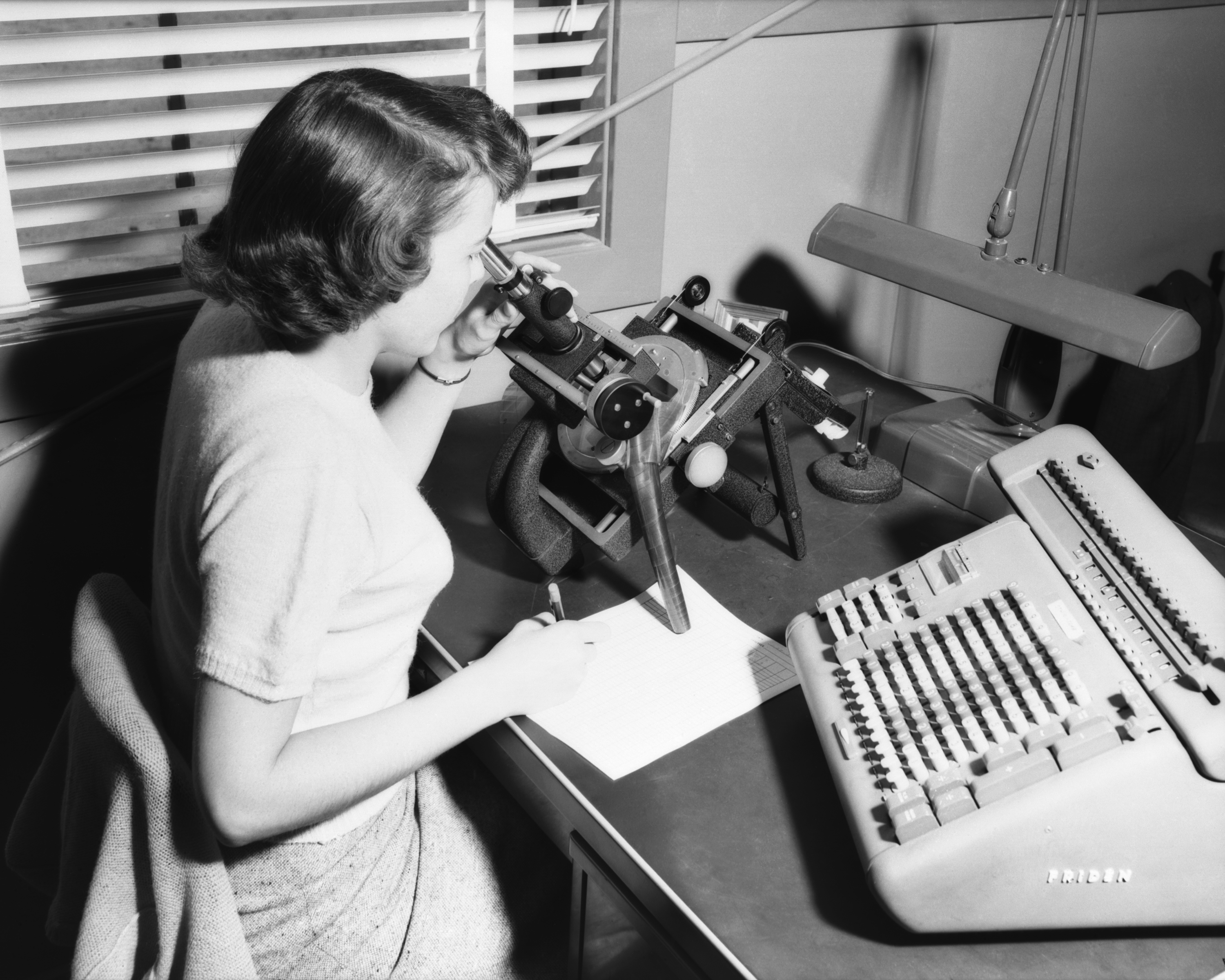
یک رایانهٔ انسانی با تلسکوپ و ماشین حساب در سال ۱۹۵۲. در گذشته زن‌ها به علت عدم توازن درآمدی بین جنسیت‌ها به‌عنوان رایانه انسانی به‌طور گسترده استخدام می‌شدند.

واژهٔ "compute" در زبان انگلیسی به معنای «محاسبه به واسطهٔ ماشین» است. در زبان انگلیسی پسوند er- بعد از اسم، آن را به فاعل تبدیل می‌کند. کامپیوتر "computer" به دستگاه خودکاری گفته می‌شود که محاسبات ریاضی را انجام می‌دهد. بر اساس «واژه‌نامه ریشه‌یابی Barnhart Concise Dictionary of Etymology» واژهٔ کامپیوتر در سال ۱۶۴۶ میلادی به فرهنگ انگلیسی آکسفورد وارد گردید که به معنی «شخصی که محاسبه می‌کند» بوده است و سپس از سال ۱۸۹۷م به ماشین‌های محاسبهٔ مکانیکی گفته می‌شد. در هنگام جنگ جهانی دوم، «کامپیوتر» به زنان نظامی بریتانیایی و آمریکایی که کارشان محاسبهٔ مسیرهای شلیک توپ‌های بزرگ جنگی به‌وسیلهٔ ابزار مشابهی بود، اشاره می‌کرد. اصطلاحاً به افرادی که پیش از ظهور تجاری رایانه‌ها محاسبه‌های ریاضی را انجام می‌دادند، کامپیوتر انسانی گفته می‌شد. آن‌ها معمولاً تحت هدایت یک فیزیک‌دان بوده‌اند. هزاران رایانه در تجارت، دولت و تشکیل یک تحقیق کار می‌کردند یا استخدام شده بودند. بیشتر این کاربران رایانه خانم‌ها بوده‌اند که مدرک رشته حسابان داشته‌اند. تعدای از آن‌ها برای سالنامه‌ها محاسبات نجومی را انجام می‌دادند. بعد از دههٔ ۱۹۲۰ ماشین محاسبات به ماشینی که کار یک رایانه انسانی را انجام می‌داد، گفته می‌شد.
البته در اوایل دههٔ ۵۰ میلادی هنوز اصطلاح ماشین رایانش (Computing machine) برای معرفی رایانه‌ها به‌کار می‌رفت، پس از آن عبارت کوتاه‌تر کامپیوتر (Computer) به‌جای آن به‌کار گرفته شد. واژهٔ «کامپیوتر» از سال ۱۳۴۱ وارد زبان فارسی شد. ورود رایانه به ایران در اوایل دهه ۱۳۴۰ بود و واژهٔ رایانه که از مصدر "رایانیدن" فارسی میانه به معنای "مرتب کردن، سازمان دادن" گرفته شده، در زبان فارسی رایج شده است. واژهٔ کامپیوتر در سده بیست و یکم میلادی به دستگاهی الکترونیک گفته می‌شود که توانایی ذخیره، مدیریت و جست و جوی اطلاعات را دارد، محاسبات انجام می‌دهد و می‌تواند سایر دستگاه‌ها را کنترل کند. این واژه یک مفهوم کلی است و انواع کامپیوتر را در بر می‌گیرد.
برابر این واژه در زبان‌های دیگر حتماً همان واژهٔ زبان انگلیسی نیست. در زبان فرانسوی، واژهٔ Ordinateur، که به معنی «سازمان‌ده» یا «ماشین مرتب‌ساز» است، به‌کار می‌رود. در زبان اسپانیایی، Ordenador با معنایی مشابه استفاده می‌شود. همچنین در دیگر کشورهای اسپانیایی‌زبان، Computadora به‌صورت انگلیسی‌مآبانه‌ای ادا می‌شود. در زبان پرتغالی، واژهٔ computador به‌کار می‌رود که از واژهٔ computar گرفته شده و به معنای «محاسبه کردن» می‌باشد. در زبان ایتالیایی، واژهٔ calcolatore که به معنای ماشین حساب است، به‌کار می‌رود و بیشتر روی ویژگی حسابگری منطقی آن تأکید دارد. در زبان سوئدی، رایانه Dator خوانده می‌شود که از data (داده) برگرفته شده است. در زبان فنلاندی، tietokone خوانده می‌شود که به معنی «ماشین اطلاعات» می‌باشد. اما در زبان ایسلندی، توصیف شاعرانه‌تری به‌کار می‌رود: tölva؛ که واژه‌ای مرکب است و به معنای «زن پیشگوی شمارشگر» می‌باشد. در زبان چینی، رایانه 电子计算机 یا «مغز برقی» خوانده می‌شود. در انگلیسی، واژه‌ها و تعابیر گوناگونی استفاده می‌شود. به‌عنوان مثال، دستگاه داده‌پرداز (data processing machine).

### معنای واژهٔ فارسی رایانه
واژهٔ رایانه از مصدر رایانیدن ساخته شده که در فارسی میانه به شکلِ rāyēnīdan و به معنای «مرتّب کردن، نظم بخشیدن و سامان دادن چیزی» بوده که هم معنای (به فرانسوی: Ordinateur) است. این مصدر در زبان فارسی میانه کاربرد فراوانی داشته و مشتق‌های زیادی نیز از آن گرفته شده بوده است. برایِ مصدر رایانیدن/ رایاندن در لغت‌نامه دهخدا چنین آمده:
منبع‌شناسی تاریخ ماد و هخامنشی
رایاندن[دَ] (مص) راهنمایی نمودن به بیرون. هدایت کردن. (ناظم الاطباء).
شکلِ فارسی میانهٔ این واژه rāyēnīdan بوده و اگر می‌خواسته به فارسی نو برسد به شکل رایانیدن/ رایاندن درمی‌آمده. (بسنجید با واژه‌یِ فارسیِ میانه‌یِ āgāhēnīdan که در فارسیِ نو آگاهانیدن/ آگاهاندن شده است).
این واژه از ریشه‌یِ فرضیِ ایرانیِ باستانِ –radz* است که به معنایِ «مرتّب کردن» بوده. این ریشه به‌صورتِ –rad به فارسیِ باستان رسیده و به شکلِ rāy در فارسیِ میانه (پهلوی) به‌کار رفته. از این ریشه ستاک‌هایِ حالِ و واژه‌هایِ زیر در فارسیِ میانه و نو به‌کار رفته‌اند:
- -ā-rādz-a*یِ ایرانیِ باستان> -ā-rāy ِ فارسی میانه که در واژه‌یِ آرایشِ فارسیِ نو دیده می‌شود.
- -pati-rādz-a*یِ ایرانیِ باستان> -pē-rāy ِ فارسی میانه که در واژه‌یِ پیرایشِ فارسیِ نو دیده می‌شود؛ * -rādz-ta*یِ ایرانیِ باستان> rāst ِ فارسی میانه که در واژه‌یِ راستِ فارسیِ نو دیده می‌شود.

این ریشه‌یِ ایرانی از ریشه‌یِ هندواروپاییِ -reĝ* به معنایِ «مرتّب کردن و نظم دادن» آمده است. از این ریشه در
- هندی rāj-a به معنیِ «هدایت‌کننده، شاه» (یعنی کسی که نظم می‌دهد)

- لاتینی rect-us به معنیِ «راست، مستقیم»
- فرانسه di-rect به معنیِ «راست، مستقیم»
- آلمانی richt به معنیِ «راست، مستقیم کردن»
- انگلیسی right به معنیِ «راست، مستقیم، درست»

برجای مانده است.
در فارسیِ نو پسوندِ -ـه (= /e/ در فارسی رسمی ایران و /a/ در فارسی رسمی افغانستان و تاجیکستان) را به ستاکِ حالِ فعل‌ها می‌چسبانند تا نامِ ابزارِ آن فعل‌ها به‌دست آید (البته با این فرمول مشتق‌های دیگری نیز ساخته می‌شود، امّا در اینجا تنها نامِ ابزار مدِّ نظر است)؛ برای نمونه از
- مالـ- (یعنی ستاکِ حالِ مالیدن) + -ـه، ماله «ابزار مالیدنِ سیمان و گچِ خیس»
- گیر- (یعنی ستاکِ حالِ گرفتن) + -ـه، گیره «ابزار گرفتن»
- پوشـ- (یعنی ستاکِ حالِ پوشاندن) + -ـه، پوشه «ابزار پوشیدن»
- رسانـ- (یعنی ستاکِ حالِ رساندن) + -ـه، رسانه «ابزار رساندنِ اطّلاعات و برنامه‌هایِ دیداری و شنیداری»

حاصل می‌گردد.
در فارسیِ نو پسوندِ -ـه (= e- یا همان a-) را به ستاکِ حالِ «رایانیدن» یعنی رایانـ- چسبانده‌اند تا نامِ ابزارِ این فعل ساخته شود؛ یعنی «رایانه» به معنایِ «ابزارِ نظم بخشیدن و سازماندهی (ِداده‌ها)» است.
سازندگان این واژه به واژه‌یِ فرانسویِ این مفهوم، یعنی ordinateur توجّه داشته‌اند که در فرانسوی از مصدرِ ordre «ترتیب و نظم دادن و سازمان بخشیدن» ساخته شده. به هرحال، معنا دهیِ واژه‌یِ رایانه برایِ این دستگاه جامع‌تر و رساتر از کامپیوتر است. یادآور می‌شود که computer به معنایِ «حسابگر» یا «مقایسه‌گر» است، حال آن‌که کارِ این دستگاه براستی فراتر از «حساب کردن» است.

## تاریخچه
برای یافتن نخستین رایانه‌ها و مطالعه تاریخچه رایانه، به هر دستگاهی درطول تاریخ اشاره دارد که توانایی انجام محاسبات ریاضی را داشته باشد. شاید نخستین ابزار انسان برای حساب، انگشتان دست بوده است که با آن محاسبه انگشتی یا دَکتیلانِمی (dactylonomy) انجام می‌داده است. در گذشته دستگاه‌های مختلف مکانیکی ساده‌ای مثل چوب خط، ابزار استخوانی، چرتکه، آنتیکیترا و خط‌کش محاسبه نیز رایانه خوانده می‌شدند. معمولاً به ابزارهای قدیمی برای انجام ساده محاسبه، رایانه قیاسی یا آنالوگ گفته می‌شود. البته لازم است ذکر شود کاربرد واژهٔ رایانه آنالوگ در علوم مختلف بیش از این است که به چرتکه و خط‌کش محاسبه محدود شود. به‌طور مثال در علوم الکترونیک، مخابرات و مدیریت، روشی برای محاسبه مشتق و انتگرال توابع ریاضی و معادلات دیفرانسیل توسط تقویت‌کننده‌های عملیاتی، مقاومت، القاگر و خازن متداول است که به مجموعهٔ سامانه مداری «رایانهٔ قیاسی» (آنالوگ) گفته می‌شود. چرا که برخلاف رایانه‌های رقمی، اعداد را نه به‌صورت اعداد در پایه دو بلکه به‌صورت کمیت‌های فیزیکی متناظر با آن اعداد نمایش می‌دهند. چیزی که امروزه از آن به‌عنوان «رایانه» یاد می‌شود در گذشته به عنوان «رایانه رقمی « «دیجیتال»» یاد می‌شد تا آن‌ها را از انواع رایانه قیاسی جدا سازند.
| نسل اول (مکانیکی/الکترومکانیکی)                      | ماشین حساب‌ها                                                                                    | ماشین حساب پاسکال، آرثمامِتر (Arithmometer), متور تفاوت، Quevedo's analytical machines                                                                                   |
| نسل اول (مکانیکی/الکترومکانیکی)                      | دستگاه‌های قابل برنامه‌نویسی                                                                      | لووم ژاکارد، موتور تحلیلی، IBM ASCC/Harvard Mark I, Harvard Mark II, IBM SSEC, زد۱, Z2, زد۳                                                                             |
| نسل دوم (لامپ‌های خلاء)                               | ماشین حساب‌ها                                                                                    | رایانه آتاناسف-برری، IBM 604, UNIVAC 60, UNIVAC 120 |
| نسل دوم (لامپ‌های خلاء)                               | دستگاه‌های قابل برنامه‌نویسی                                                                      | Colossus, اِنیاک (ENIAC), Manchester Baby, EDSAC, Manchester Mark 1, Ferranti Pegasus, Ferranti Mercury, سایرَک (CSIRAC), EDVAC, UNIVAC I, IBM 701, IBM 702, IBM 650, Z22 |
| نسل سوم (ترانزیستورها، SSI, MSI, LSI و مدارات مجتمع) | رایانه بزرگ                                                                                     | IBM 7090, IBM 7080, IBM System/360, BUNCH |
| نسل سوم (ترانزیستورها، SSI, MSI, LSI و مدارات مجتمع) | رایانه رومیزی                                                                                   | HP 9100 |
| نسل سوم (ترانزیستورها، SSI, MSI, LSI و مدارات مجتمع) | ریز رایانه                                                                                      | HP 2116A, IBM System/32, IBM System/36, LINC, PDP-8, PDP-11 |
| نسل چهارم (یکپارچه‌سازی کلان‌مقیاس)                    | ریز رایانه                                                                                      | VAX, IBM System i |
| نسل چهارم (یکپارچه‌سازی کلان‌مقیاس)                    | 4-bit ریز رایانه                                                                                | Intel 4004, Intel 4040 |
| نسل چهارم (یکپارچه‌سازی کلان‌مقیاس)                    | 8-bit ریز رایانه                                                                                | Intel 8008, Intel 8080, Motorola 6800, Motorola 6809, MOS Technology 6502, Zilog Z80                                                                                    |
| نسل چهارم (یکپارچه‌سازی کلان‌مقیاس)                    | 16-bit ریز رایانه                                                                               | Intel 8088, Zilog Z8000, WDC 65816/65802 |
| نسل چهارم (یکپارچه‌سازی کلان‌مقیاس)                    | 32-bit ریز رایانه                                                                               | Intel 80386, Pentium, Motorola 68000, ARM |
| نسل چهارم (یکپارچه‌سازی کلان‌مقیاس)                    | 64-bit ریز رایانه                                                                               | Alpha, MIPS, PA-RISC, PowerPC, SPARC, x86-64, ARMv8-A |
| نسل چهارم (یکپارچه‌سازی کلان‌مقیاس)                    | سامانه نهفته                                                                                    | Intel 8048, اینتل ام‌سی‌اس-۵۱ |
| نسل چهارم (یکپارچه‌سازی کلان‌مقیاس)                    | رایانه شخصی                                                                                     | رایانه رومیزی، رایانه خانگی، لپ تاپ، دستیار دیجیتال شخصی، رایانه قابل حمل، تبلت، رایانه پوشیدنی                                                                         |
| فرضیه‌ای/آزمایشی                                      | رایانش کوانتومی، رایانه شیمیایی، دی‌ان‌ای رایانه، رایانش نوری، رایانه اسپینترونیک، رایانه Wetware | |

#### چوب خط

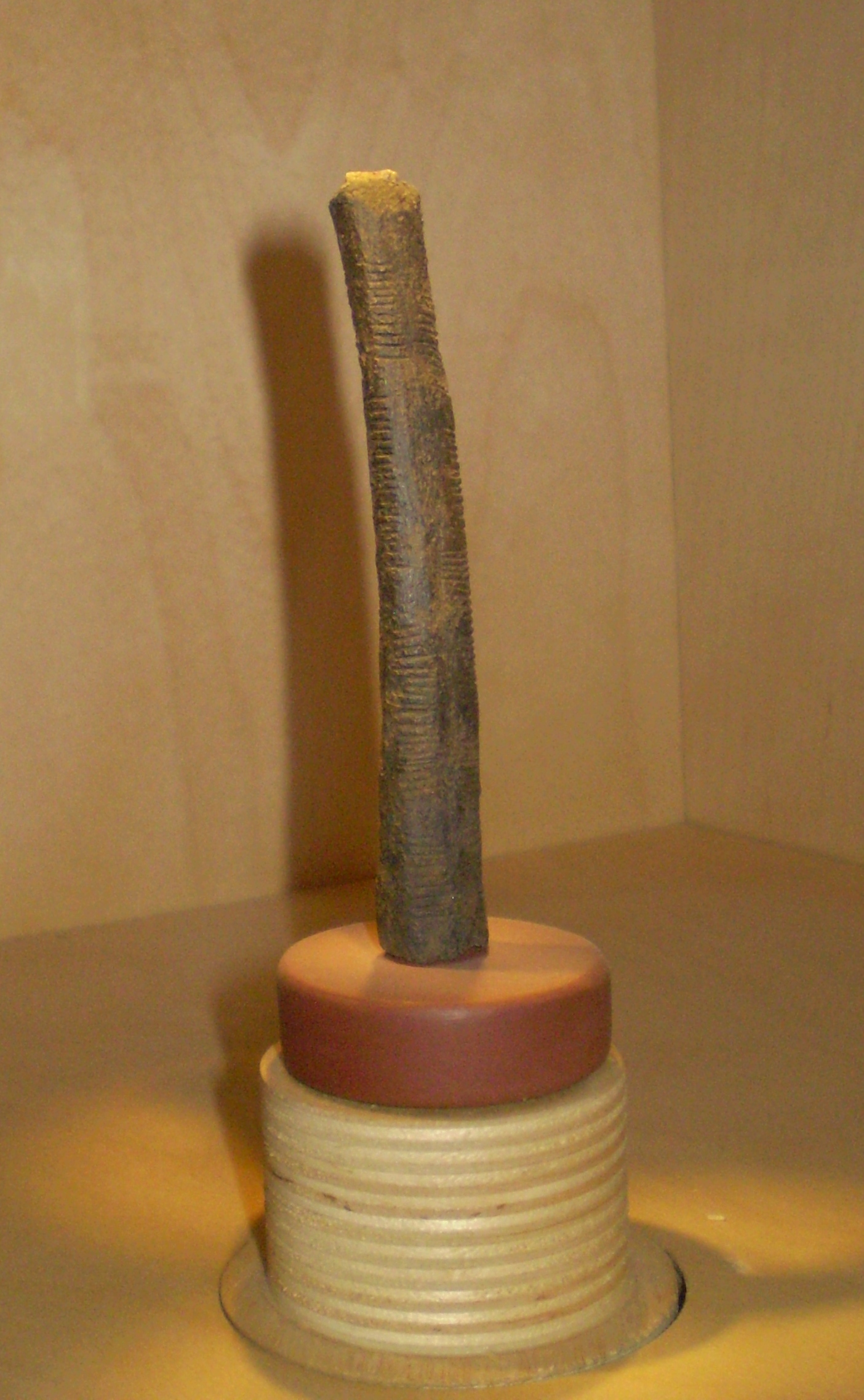
استخوان ایشانگو نخستین چوب خط یافت شده.

ابزاری ساده و بسیار قدیمی برای شمارش بوده است که در آن از تناظر یک‌به‌یک استفاده می‌شود. به عنوان مثال در شمارش تعداد سیب‌ها برای هر سیب یک انگشت تا می‌شود. سابقه کاربرد چوب‌خط به گذشته‌های پیش از تاریخ می‌رسد و باستان‌شناسان نمونه‌ها و شواهد بسیاری از آن یافته‌اند. در واقع بهترین راه شمارش در قدیم بوده است.

#### چرتکه

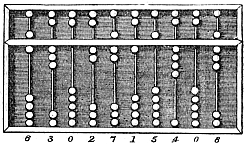
سوانپان (چرتکه چینی) - عدد نمایش داده شده ۶٬۳۰۲٬۷۱۵٬۴۰۸

به عنوان نخستین ابزار در میان رودان، مصر باستان، امپراتوری هخامنشی، یونان باستان و چین باستان (سوانپان) اختراع شد. چرتکه قادر به انجام چهار عمل اصلی است و امروزه نیز از آن در برخی محاسبات کوچک استفاده می‌شود.

#### سازوکار آنتیکیترا

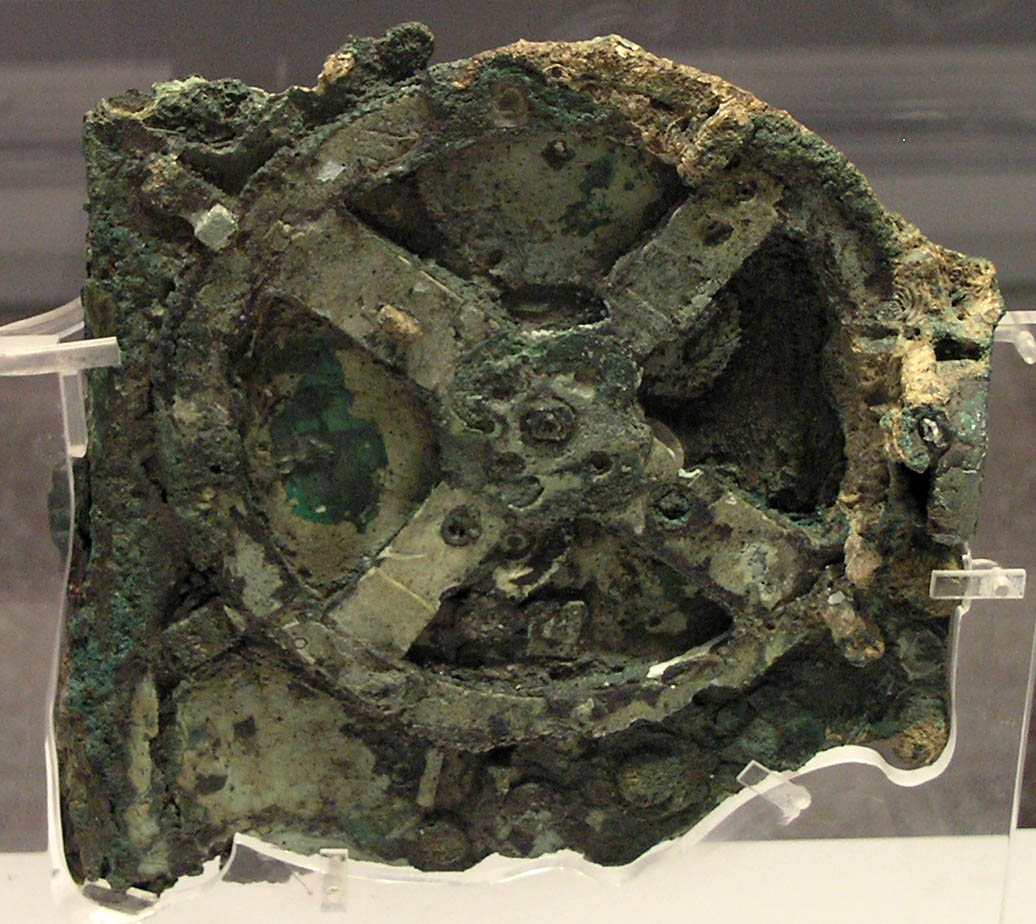
سازوکار آنتیکیترا (۱۰۰ پیش از میلاد) نخستین رایانه آنالوگ جهان متعلق به عصر هلنیستی (موزه باستان‌شناسی ملی آتن).

یک ابزار باستانی مربوط به عصر هلنیستی و اوایل سده یکم پیش از میلاد مسیح است. این دستگاه به منظور انجام محاسبات مربوط به اخترشناسی و گرفت طراحی شده است. ماشین آنتیکیترا به عنوان قدیمی‌ترین نمونه دستگاهی که در آن چرخ‌دنده به کار رفته است شناخته می‌شود و گاهی از آن با عنوان نخستین رایانه آنالوگ نام برده می‌شود.

### سده هفدهم

#### ماشین حساب پاسکال
دستگاهی که بلز پاسکال در سال ۱۶۴۲ ساخت نخستین تلاش در راه ساخت دستگاه‌های محاسب خودکار بود. پاسکال آن دستگاه را که پس از چرتکه دومین ابزار ساخت بشر بود، برای یاری رساندن به پدرش ساخت. پدر وی حسابدار دولتی بود و با کمک این دستگاه می‌توانست همه اعداد شش رقمی را با هم جمع و تفریق کند.

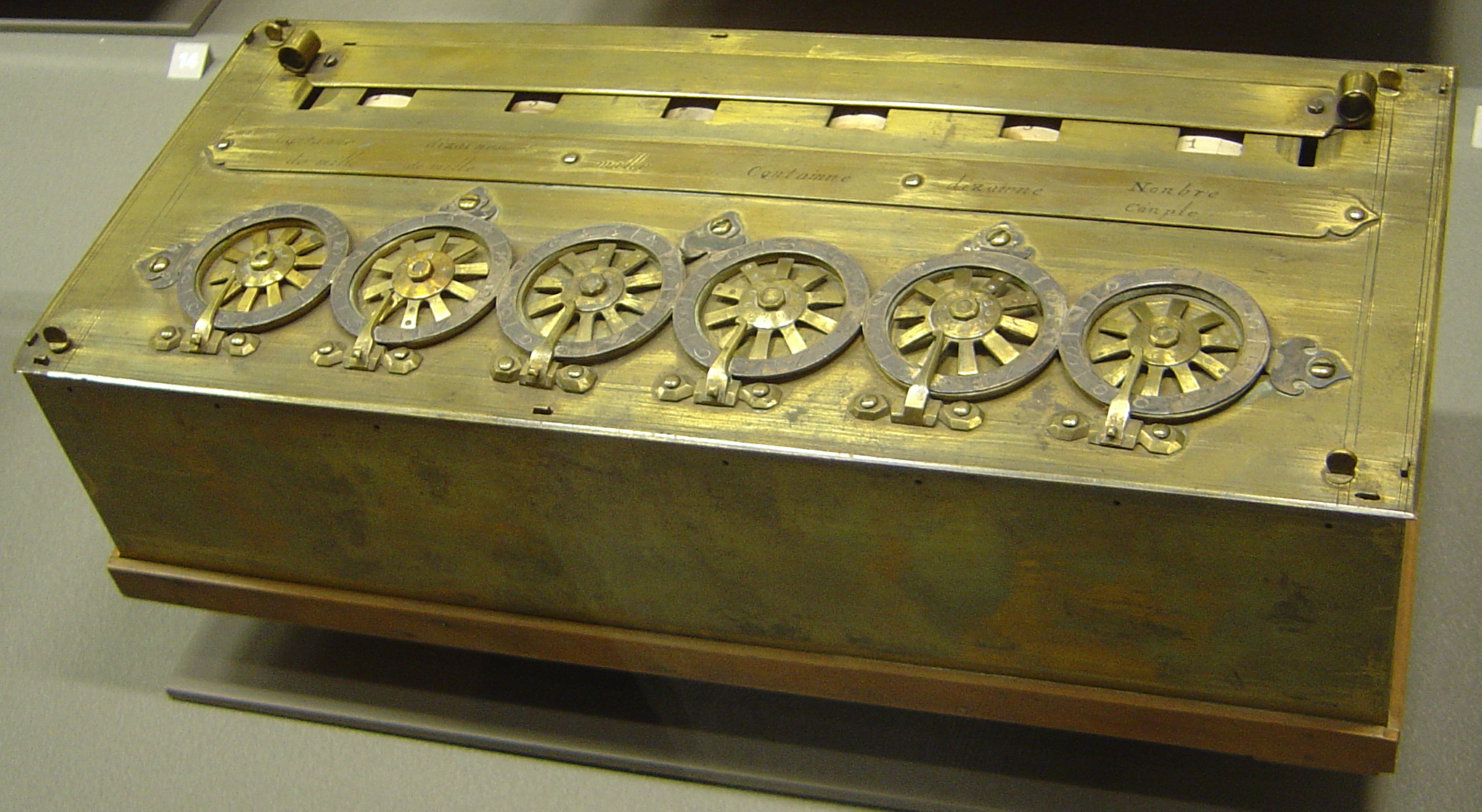
ماشین حساب پاسکال

#### گوتفرید لایبنیتس
لایبنیتز ریاضی‌دان آلمانی نیز از نخستین کسانی بود که در راه ساختن یک دستگاه خودکار محاسبه کوشش کرد. او در سال ۱۶۷۱ دستگاهی برای محاسبه ساخت که کامل شدن آن تا ۱۹۶۴ به درازا کشید. هم‌زمان در انگلستان ساموئل مورلند در سال ۱۶۷۳ دستگاهی ساخت که جمع و تفریق و ضرب می‌کرد.

### سده نوزدهم

#### لووم ژاکارد
ماشین ژاکارد یک نوع لووم بود که برای ترسیم خودکار اشکال بر روی پارچه‌ها از یک کارت پانچ استفاده می‌کرد.

#### موتور تفاوت

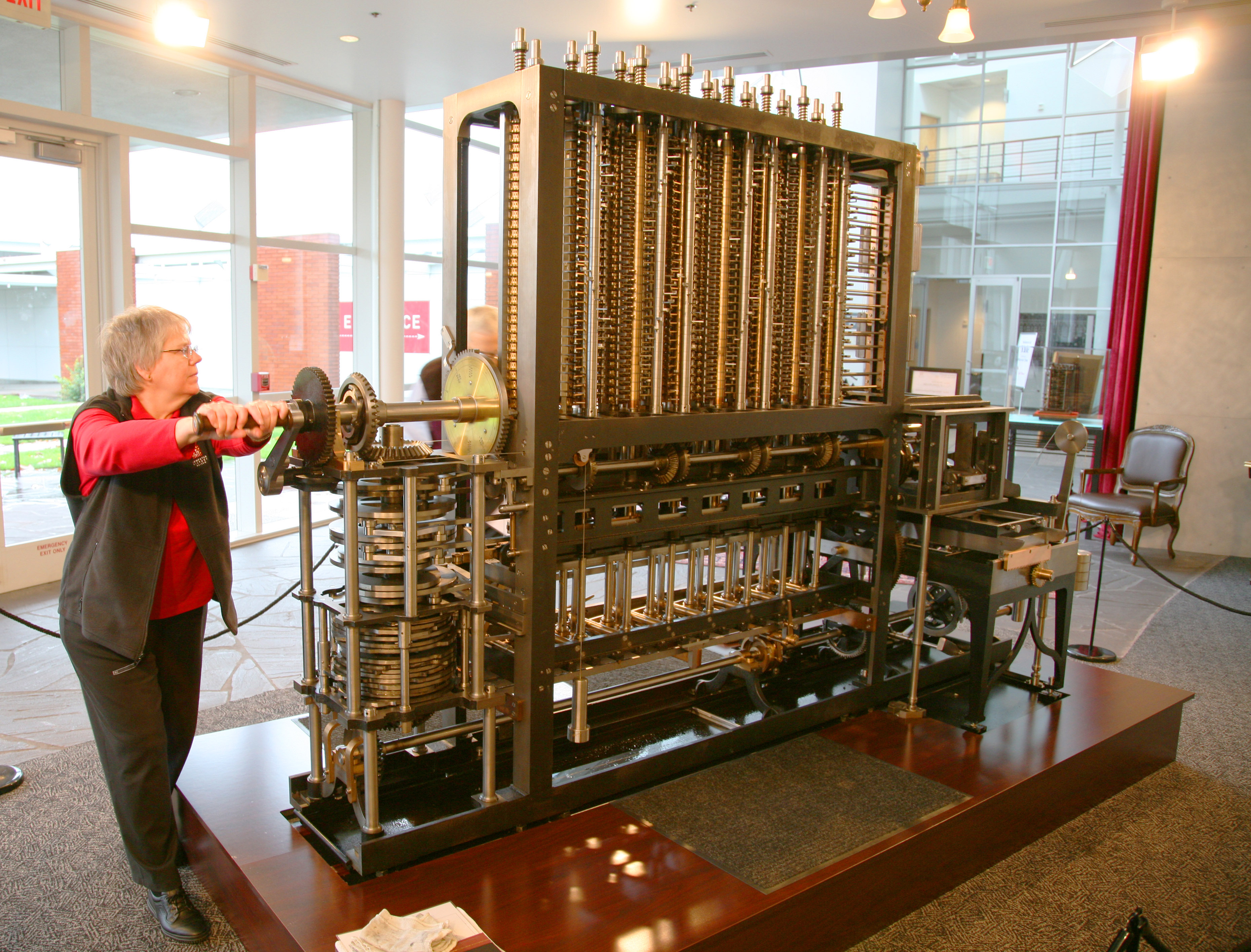
یک موتور تفاوت: رایانش بر توابع چندجمله‌ای

این رایانه نخستین رایانه محاسباتی برای جدول‌بندی عملکردها بود که توسط چارلز بابیج در سال ۱۸۲۲ طراحی شد. این رایانه توانایی کپی کردن داده‌ها و اعداد زیادی را در زمان خودش داشت.

#### موتور تحلیلی
رایانه‌ای قابل برنامه‌نویسی که توسط ریاضی‌دان انگلیسی چارلز بابیج پیشنهاد شد. وی در آغاز این سده در سال ۱۸۱۰ در اندیشهٔ ساخت دستگاهی بود که بتواند بر روی اعداد بیست و شش رقمی محاسبه انجام دهد. او بیست سال از عمرش را در راه ساخت آن صرف کرد اما در پایان آن را نیمه‌کاره رها کرد تا ساخت دستگاهی دیگر که خود آن را دستگاه تحلیلی می‌نامید آغاز کند. او می‌خواست دستگاهی برنامه‌پذیر بسازد که همه عملیاتی را که می‌خواستند دستگاه بر روی عددها انجام دهد، قبلاً برنامه‌شان به دستگاه داده شده باشد. قرار بود عددها و درخواست عملیات بر روی آن‌ها به یاری کارت‌های پانچ وارد شوند. بابیج در سال ۱۸۷۱ مرد و ساخت این دستگاه هم به پایان نرسید. اِیدا لاولِیس نخستین برنامه‌نویس جهان، نخستین کدها را برای موتور تحلیلی نوشت.

#### ماشین حسابداری

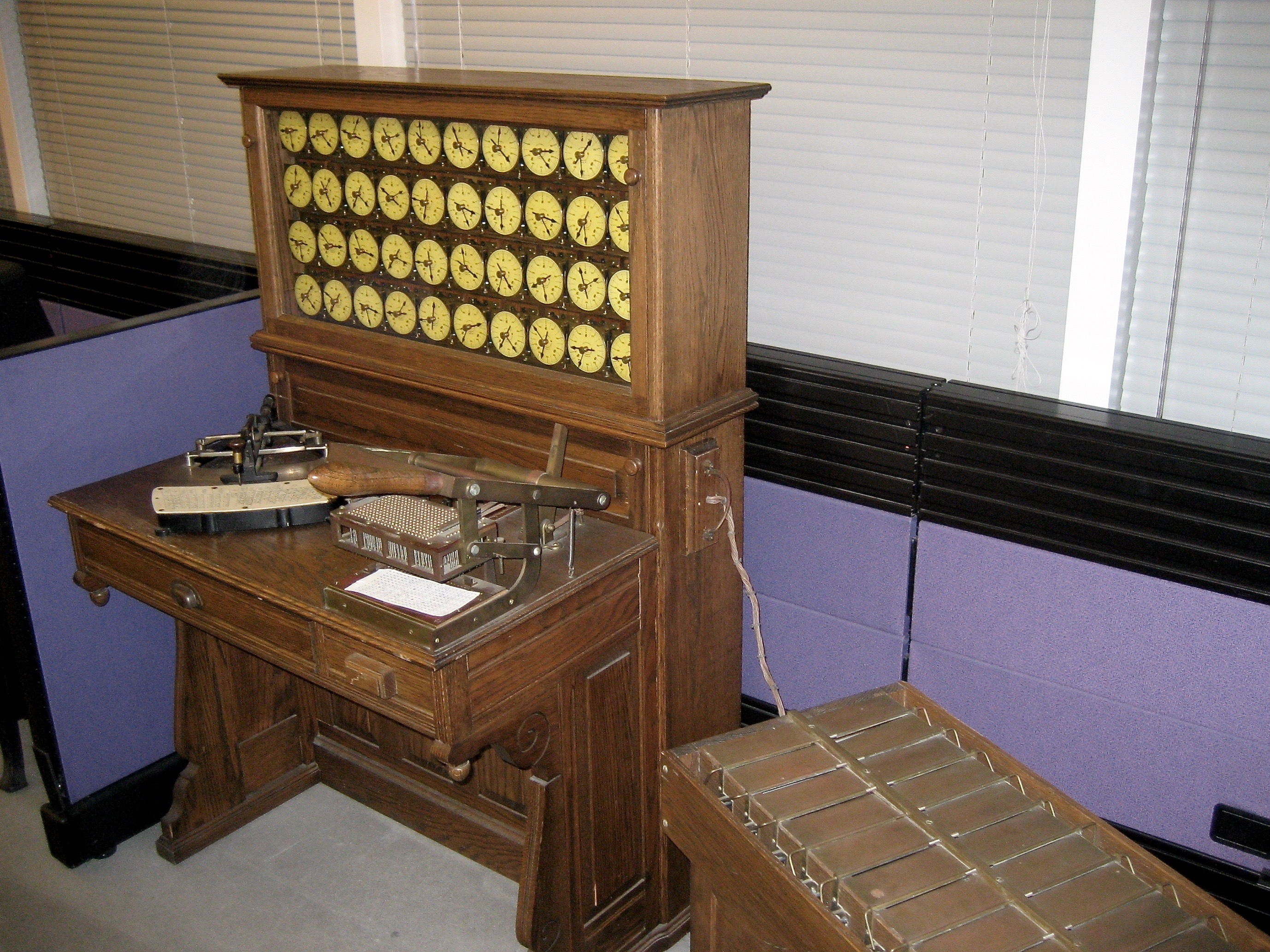
ماشین حسابداری هولریث، طراحی شده توسط هرمان هولریث در ۱۸۹۰

یا ماشین حساب الکتریکی، یک دستگاه الکترومکانیکی بود، که با هدف کمک به خلاصه کردن اطلاعات ذخیره شده در کارت‌های پانچ، طراحی شده بود. این دستگاه در دهه ۱۸۸۰ توسط هرمان هولریث اختراع شد و نخستین بار، به منظور پردازش داده‌ها در سرشماری سال ۱۸۹۰ ایالات متحده مورد استفاده قرار گرفت.

### سده بیستم

#### مارک ۱
در سال ۱۹۴۳ و در بحبوحه جنگ جهانی دوم دولت آمریکا طرحی سری برای ساخت دستگاهی را آغاز کرد که بتواند مکالمات رمزنگاری‌شدهٔ آلمانی‌ها را رمز برداری کند. این مسئولیت را شرکت آی‌بی‌ام و دانشگاه هاروارد به عهده گرفتند که سرانجام به ساخت دستگاهی به نام ASCC در سال ۱۹۴۴ انجامید. این دستگاه پنج تنی که ۱۵ متر درازا و ۲٫۵ متر بلندی داشت، می‌توانست تا ۷۲ عدد ۲۴ رقمی را در خود نگاه دارد و با آن‌ها کار کند. دستگاه با نوارهای سوراخ‌دار برنامه‌ریزی می‌شد و همهٔ بخش‌های آن مکانیکی یا الکترومکانیکی بود.

#### انیاک

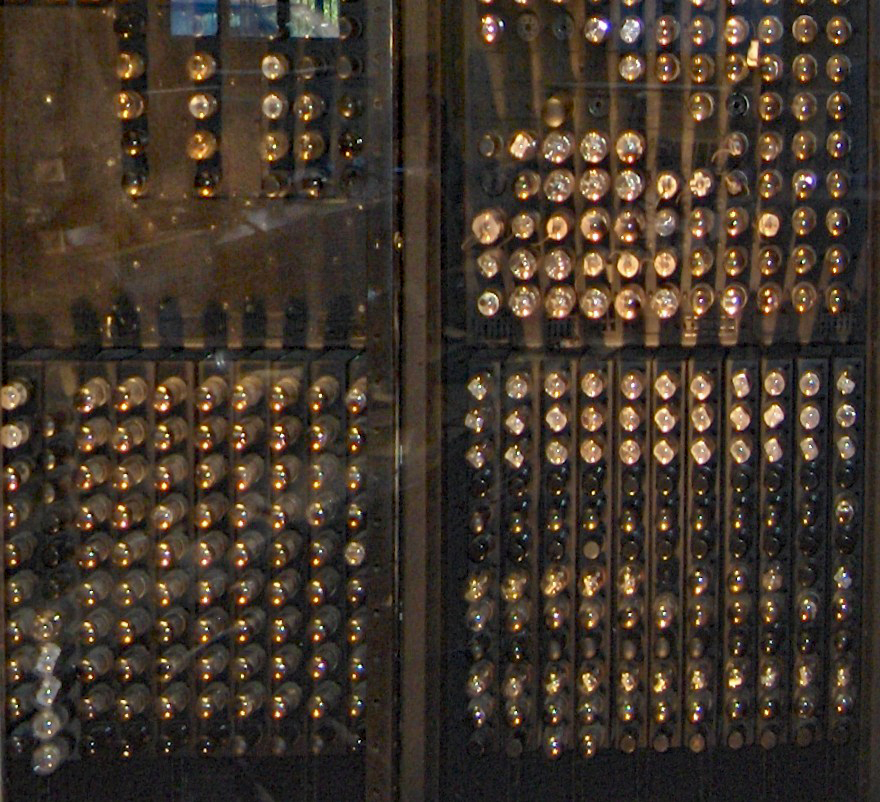
رایانه انیاک - دارای تعداد زیادی از لامپ‌های خلع به عنوان دستگاه خروجی

این رایانه که در ساختن آن علاوه بر اجزاء الکترومکانیکی از نوزده هزار لامپ خلاء استفاده شده بود و ۱۳۰۰۰۰ وات انرژی مصرف می‌کرد و ۱۵۰۰ فوت مربع جا اشغال می‌کرد بنام انیاک (ENIAC) مخفف محاسبه‌گر و یکپارچه‌ساز عددی الکترونیکی (Electronic Numerical Integrator And Computer) نامگذاری شد. انیاک در سال ۱۹۴۶ میلادی در دانشگاه پنسیلوانیا آماده نصب و راه‌اندازی گردید و در زمان خود پیچیده‌ترین دستگاه الکترونیکی جهان بود.

#### زیراکس آلتو
یکی از نخستین رایانه‌هایی بود که برای استفادهٔ شخصی طراحی شد (هرچند رایانهٔ خانگی نبود) و مسلماً می‌توان آن را نخستین رایانهٔ شخصی دانست. این رایانه در سال ۱۹۷۳ میلادی توسط زیراکس پارک ساخته شد و نخستین رایانه‌ای بود که تشبیه دسکتاپ (به معنای رومیزی) را به کار برد و از موشی در میانای نگاره‌ای کاربر استفاده کرد.

#### رایانه شخصی

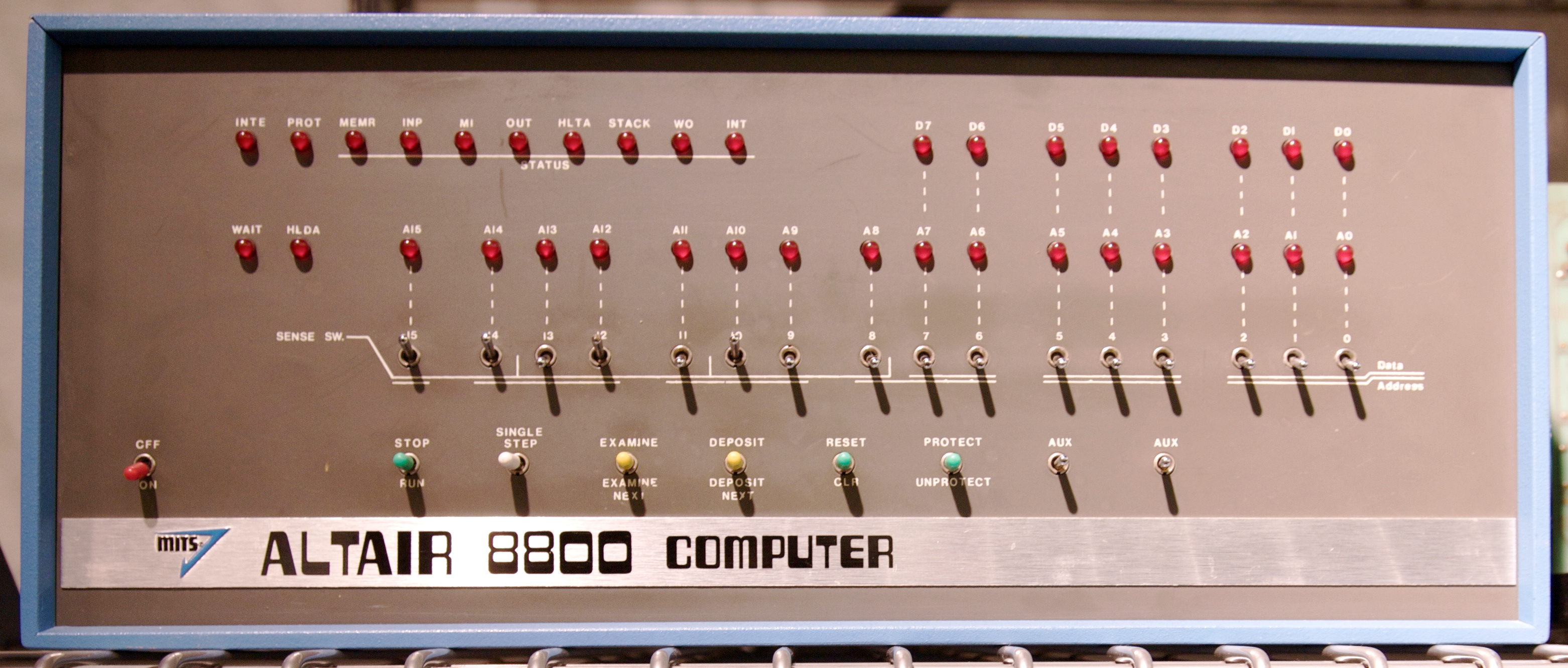
Altair 8800

در سال ۱۹۷۵، اد رابرتس رایانهٔ التیر ۸۸۰۰ را اختراع کرد. التیر ۸۸۰۰ نخستین رایانهٔ شخصی در جهان است. رایانه‌ای همه‌کاره است که از نظر اندازه و قابلیت‌ها و قیمت به‌گونه‌ای ساخته شده که برای استفادهٔ شخصی مناسب بوده و قرار است که کاربر نهایی از آن استفاده کند. این نوع رایانه‌ها با مدل‌هایِ پردازش دسته‌ای و اشتراک زمانی متفاوت است که برای کار عده‌ای فراوان و تولید رایانه‌های بزرگ و کوچک استفاده می‌شود.

#### اپل لیسا

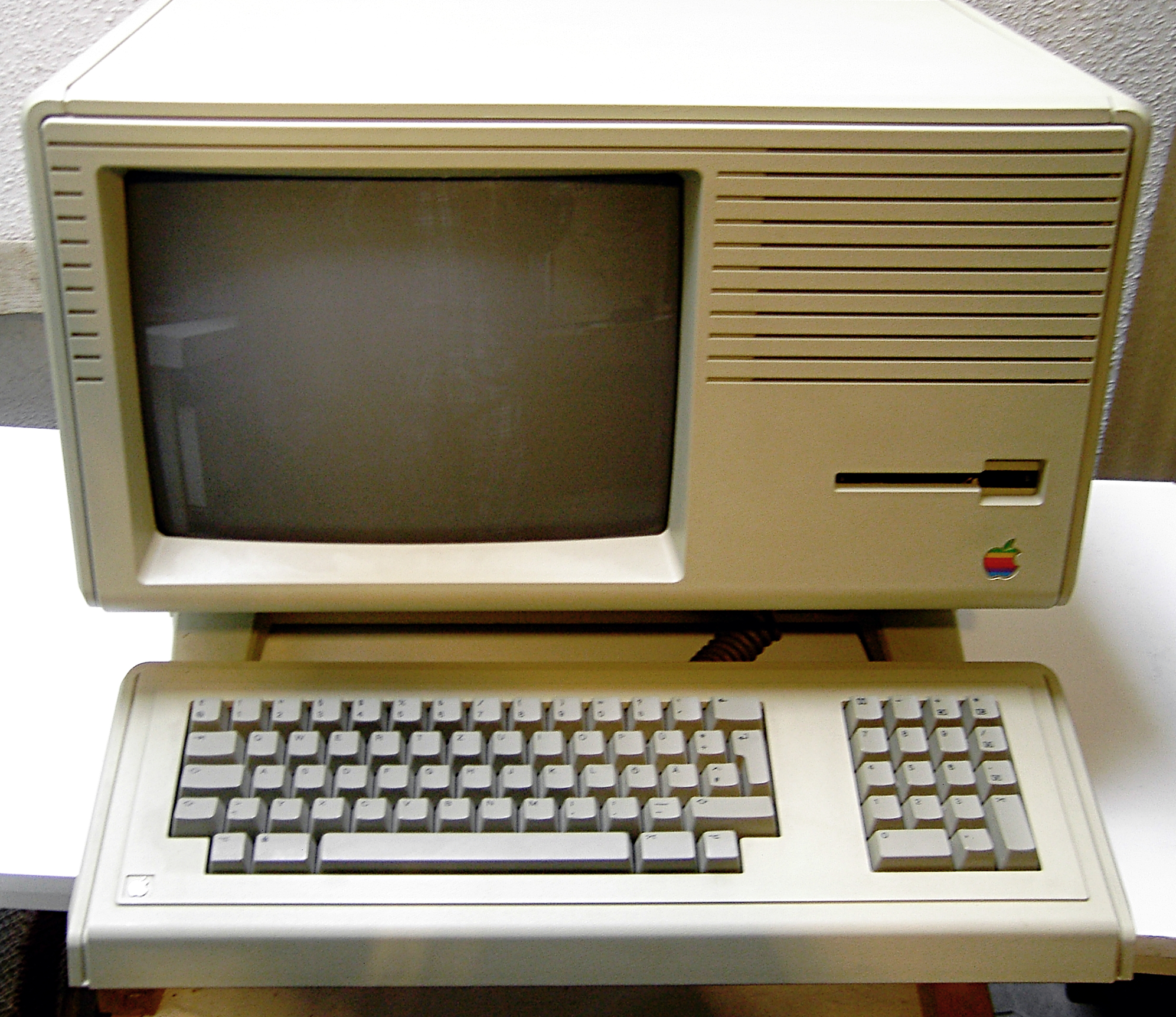
اپل لیسا

یک رایانه شخصی است که توسط شرکت اپل در سال ۱۹۸۰ طراحی شد و در سال ۱۹۸۳ با قیمت ۹۹۹۵ دلار ارائه شد. لیزا دارای پردازنده موتورولا ۶۸۰۰۰ و سیستم عامل لیسا او اس بود.
توسعه لیسا از سال ۱۹۸۷ به عنوان یک رایانه شخصی قدرتمند به همراه واسط گرافیکی کاربر با هدف مشتریان تجاری آغاز شد.
در سال ۱۹۸۲ استیو جابز از پروژه کنار گذاشته‌شد و به پروژه مکینتاش پیوست. مکینتاش به صورت مستقیم از نسل لیسا نیست اگرچه شباهت‌های آشکاری بین سیستم‌ها و نسخه نهایی‌شان وجود دارد.

#### اسپکتروم

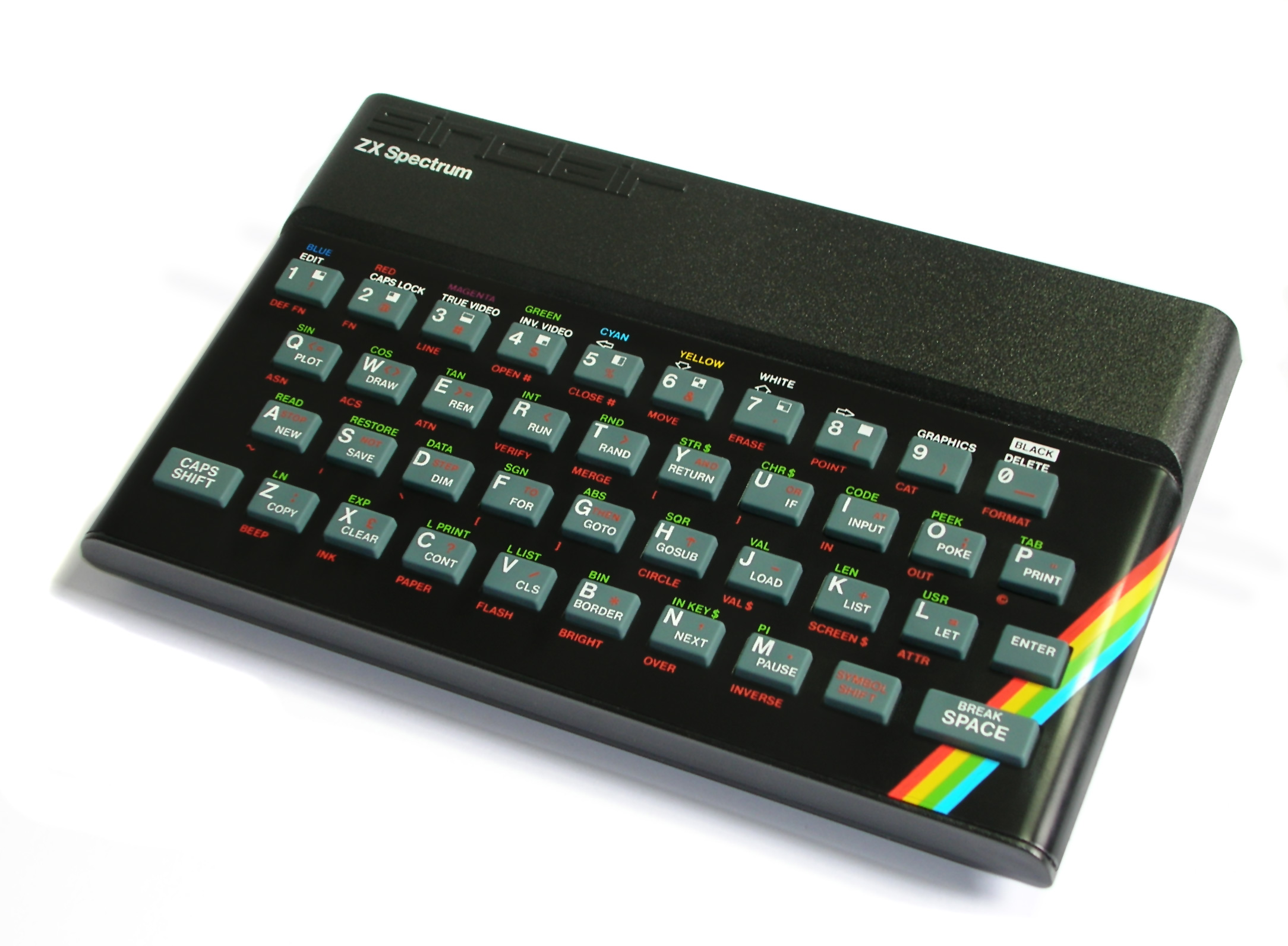
زد اکس اسپکتروم 16K/48K (ابعاد به میلی‌متر: ۲۳۳×۱۴۴×۳۰ (طول×عرض×پهنا)، وزن: حدود ۵۵۲ گرم)

نوعی رایانه خانگی است. این رایانه خانگی ۸ بیتی در آوریل سال ۱۹۸۲ توسط یک شرکت کوچک انگلیسی به نام شرکت تحقیقاتی سینکلر (به انگلیسی: Sinclair Research Ltd) و مدیریت سر کلایو سینکلر در انگلستان به بازار عرضه شد.

#### اپل I
یک رایانهٔ شخصی است که در سال ۱۹۷۶ توسط شرکت اپل به بازار عرضه شد. این رایانه توسط استیو وازنیک طراحی و دست‌ساز شد. دوست وازنیک، یعنی استیو جابز، ایدهٔ فروش این رایانه را داشت. اپل I نخستین محصول اپل بود. این رایانه، که دارای پردازشگر ۱ مگاهرتز و ۴ کیلوبایت حافظه بود، ۶۶۶ دلار قیمت داشت و ساخت آن تا سال ۱۹۷۷ ادامه داشت.

#### اپل ۲
این محصول توسط استیو وازنیاک (به انگلیسی: Steve Wozniak) و برای شرکت رایانه‌ای اپل (که اکنون به شرکت اپل شناخته می‌شود) طراحی و در سال ۱۹۷۷ معرفی شد. این محصول به عنوان یکی از دستاوردهای شرکت اپل به عنوان محصولی سخت‌افزاری مورد توجه بود تا اینکه تولید و عرضه آن در نوامبر سال ۱۹۹۳ متوقف شد.

#### اپل ۳
یک رایانهٔ شخصی با کاربرد تجاری ساخت شرکت اپل است که جانشین اپل II محسوب می‌شد، اما چندان موفق نبود. گسترش اپل III در سال ۱۹۷۸ تحت نظارت وندل ساندر آغاز شد. اپل III در سال ۱۹۸۰ به قیمت ۷٬۸۰۰ دلار به بازار عرضه شد.

#### موبایل

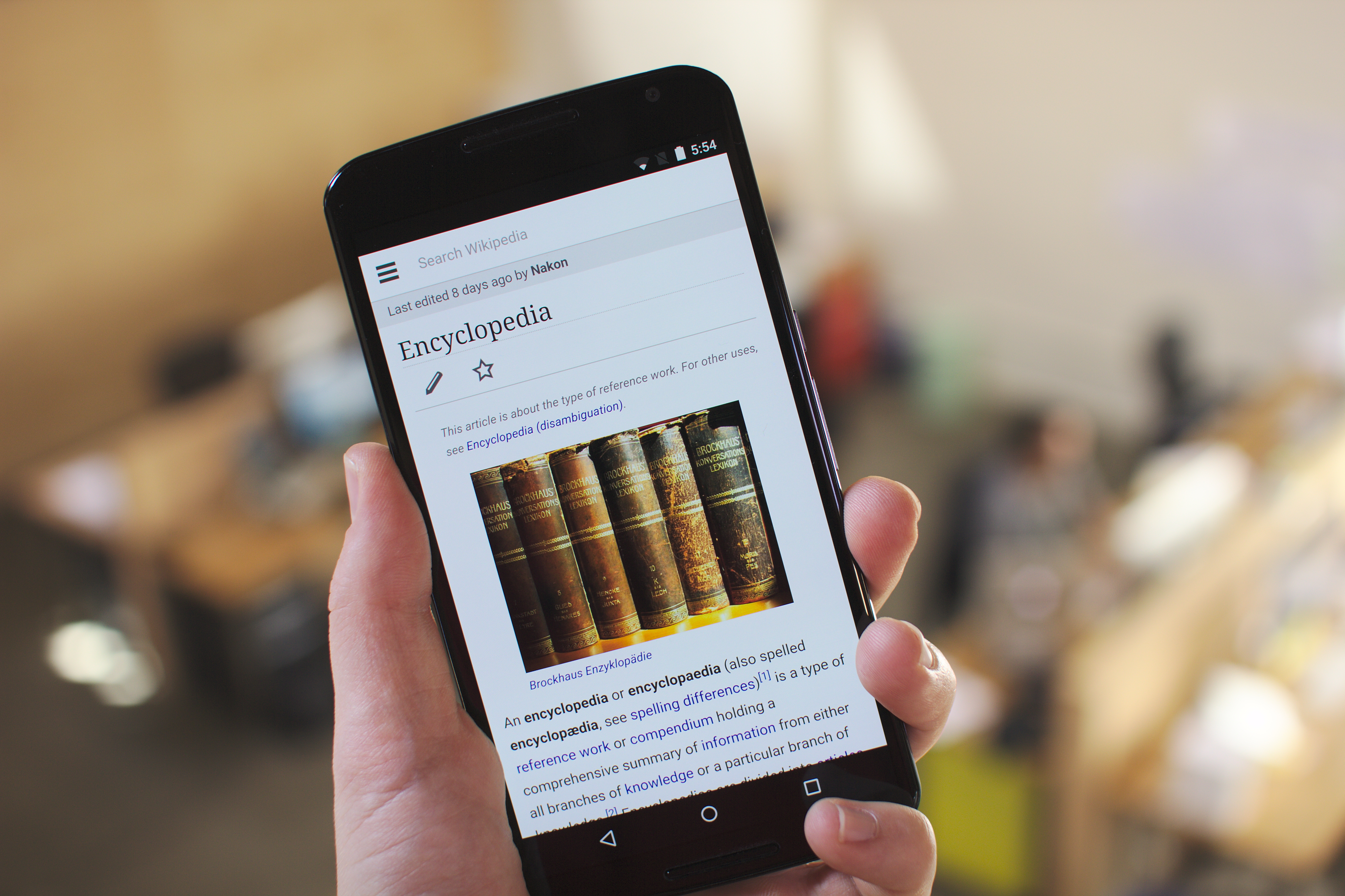
موبایل

مارتین کوپر ایده ساخت گوشی همراه را از یک مجموعه تلویریونی علمی ـ تخیلی به نام "پیشتازان فضا " الهام گرفت که در آن شخصیت اصلی سریال با گوشی بی‌سیم حرف می‌زند و تصمیم گرفت روی عملی کردن این قضیه کار کند و به این ترتیب گوشی DynaTAC 8000X نخستین گوشی تلفن همراهی شد که برای نخستین بار از سال ۱۹۸۳ و با قیمت جالب توجه سه هزار و ۹۹۵ دلار به صورت تجاری در سراسر جهان به فروش رسید. امروزه موبایل‌ها توسط اکثر افراد جامعه در هر سنی، کابر دارند.

## داده و اطلاعات
داده به آن دسته از ورودی‌های خام گفته می‌شود که برای پردازش به رایانه ارسال می‌شوند.
به داده‌های پردازش شده اطّلاعات (Information) می‌گویند.
رایانه در ابتدا داده را دریافت و بر روی آن عملیات خاصی انجام می‌دهد که به آن پردازش (Process) گفته می‌شود و در نتیجه اطلاعات را نمایش می‌دهد. (چاپ می‌کند)

## رایانه‌ها چگونه کار می‌کنند؟
از زمان رایانه‌های اولیه که در سال ۱۹۴۱ ساخته شده بودند تاکنون فناوری‌های دیجیتالی رشد نموده است، معماری فون نویمان یک رایانه را به چهار بخش اصلی توصیف می‌کند: واحد محاسبه و منطق ((Arithmetic and Logic Unit (ALU)، واحد کنترل ((Control unit (CU)، و ابزارهای ورودی/خروجی ((Input/Output (I/O). این بخش‌ها توسط اتصالات داخلی سیمی به نام گذرگاه (Bus) با یکدیگر در پیوند هستند.

### حافظه

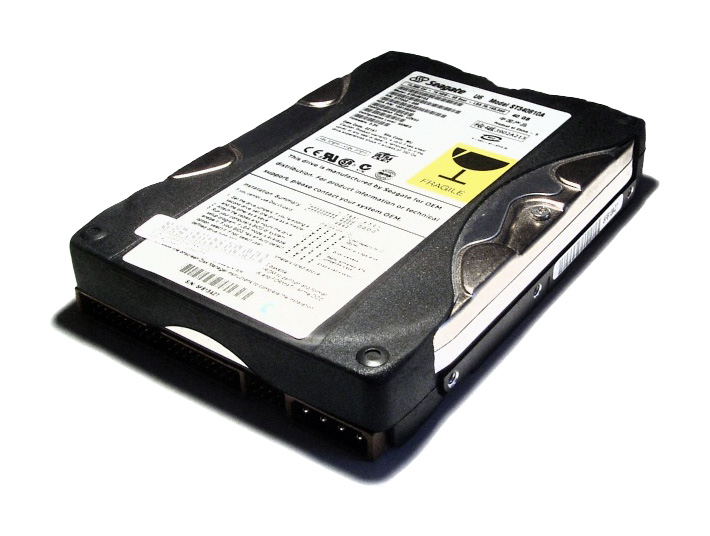
تصویری از یک هارددیسک

در این سامانه، حافظه به صورت متوالی شماره‌گذاری شده در خانه‌ها است، هر کدام محتوی بخش کوچکی از داده‌ها می‌باشند. داده‌ها ممکن است دستورالعمل‌هایی باشند که به رایانه می‌گویند که چه کاری را انجام دهد. خانه ممکن است حاوی اطلاعات مورد نیاز یک دستورالعمل باشد.
اندازه هر خانه، و تعداد خانه‌ها، در رایانهٔ مختلف متفاوت است، همچنین فناوری‌های به‌کار رفته برای اجرای حافظه نیز از رایانه‌ای به رایانه دیگر در تغییر است (از بازپخش‌کننده‌های الکترومکانیکی تا تیوپ‌ها و فنرهای پر شده از جیوه یا ماتریس‌های ثابت مغناطیسی و در آخر ترانزیستورهای واقعی و مدار مجتمع‌ها با میلیون‌ها فیوز نیم‌رسانا یا MOSFEهایی با عملکردی شبیه ظرفیت خازنی روی یک تراشه تنها).

### پردازش یا فرایند

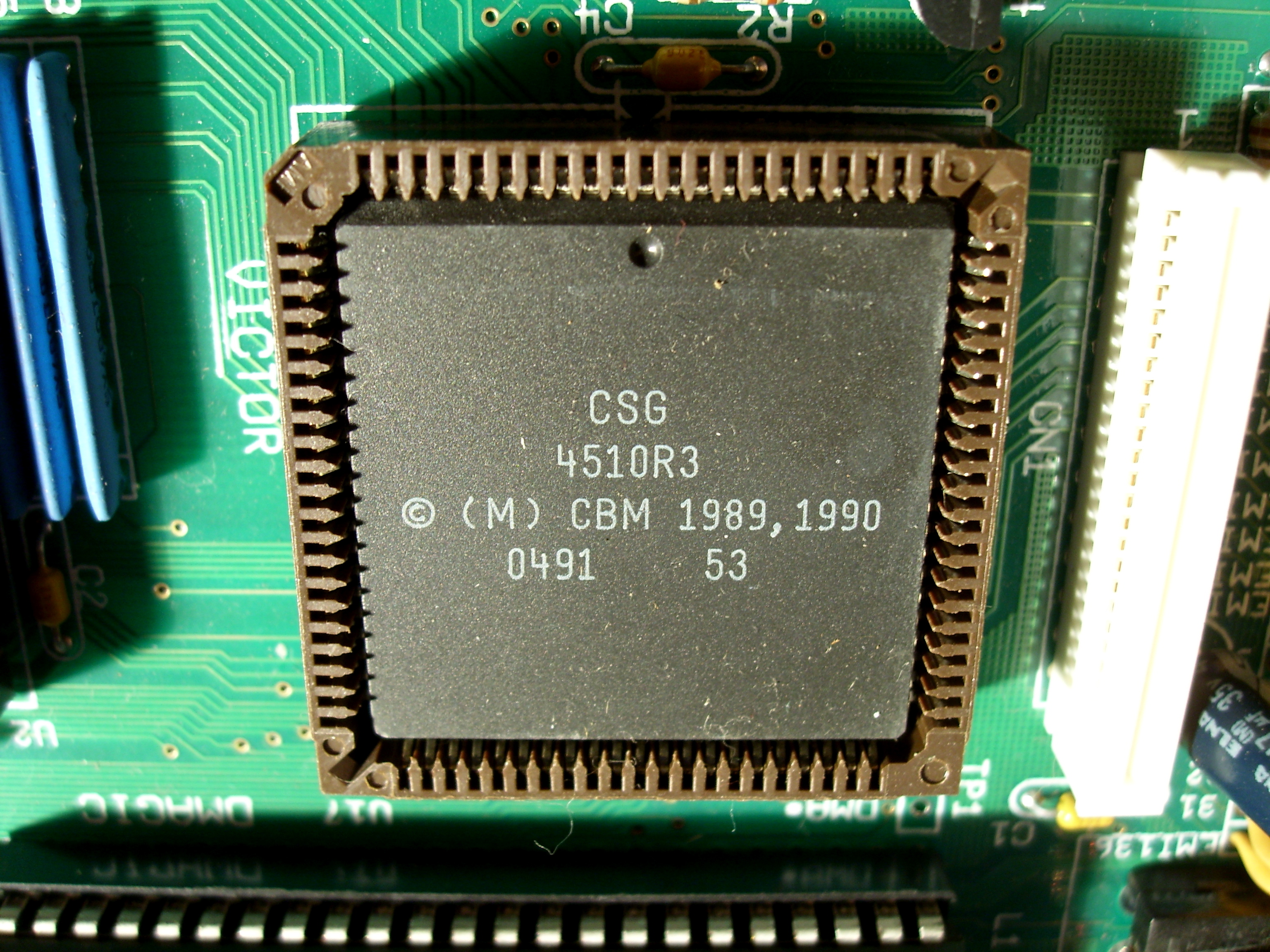
تصویری از یک CPU یا واحد پردازشگر مرکزی

واحد محاسبه و منطق یا ALU دستگاهی است که عملیات پایه مانند چهار عمل اصلی حساب (جمع و تفریق و ضرب و تقسیم)، عملیات منطقی (و، یا نقیض)، عملیات قیاسی (برای مثال مقایسه دو بایت برای شرط برابری) و دستورها انتصابی برای مقدار دادن به یک متغیر را انجام می‌دهد. این واحد جائیست که «کار واقعی» در آن صورت می‌پذیرد.
البته CPU‌ها (یا همان واحد پردازش مرکزی) به دو دسته کلی RISC و CISC تقسیم‌بندی می‌شوند.
نوع اول پردازش گرهای مبتنی بر اعمال ساده هستند و نوع دوم پردازشگرهای مبتنی بر اعمال پیچیده می‌باشند. پردازشگرهای مبتنی بر اعمال پیچیده در واحد محاسبه و منطق خود دارای اعمال و دستورهایی بسیار فراتر از چهار عمل اصلی یا منطقی می‌باشند. تنوع دستورها این دسته از پردازنده‌ها تا حدی است که توضیحات آن‌ها خود می‌تواند یک کتاب با قطر متوسط ایجاد کند.
پردازنده‌های مبتنی بر اعمال ساده اعمال بسیار کمی را پوشش می‌دهند و در حقیقت برای برنامه‌نویسی برای این پردازنده‌ها بار نسبتاً سنگینی بر دوش برنامه‌نویس است. این پردازنده‌ها تنها حاوی ۴ عمل اصلی و اعمال منطقی ریاضی و مقایسه‌ای به علاوه چند دستور بی‌اهمیت دیگر می‌باشند. هرچند ذکر این نکته ضروری است که دستورها پیچیده نیز از ترکیب تعدادی دستور ساده تشکیل شده‌اند و برای پیاده‌سازی این دستورها در معماری‌های مختلف از پیاده‌سازی سخت‌افزاری (معماری CISC) و پیاده‌سازی نرم‌افزاری (معماری RISC) استفاده می‌شود.
(قابل ذکر است پردازنده‌های اینتل از نوع پردازنده مبتنی بر اعمال پیچیده می‌باشند)
واحد کنترل همچنین این مطلب را که کدامین بایت از حافظه حاوی دستورالعمل فعلی اجرا شونده است را تعقیب می‌کند، سپس به واحد محاسبه و منطق اعلام می‌کند که کدام عمل اجرا و از حافظه دریافت شود و نتایج به بخش اختصاص داده شده از حافظه ارسال گردد. بعد از یک بار عمل، واحد کنترل به دستورالعمل بعدی ارجاع می‌کند (که معمولاً در خانه حافظه بعدی قرار دارد، مگر اینکه دستورالعمل جهش دستورالعمل بعدی باشد که به رایانه اعلام می‌کند دستورالعمل بعدی در خانه دیگر قرار گرفته است).

### ورودی/خروجی

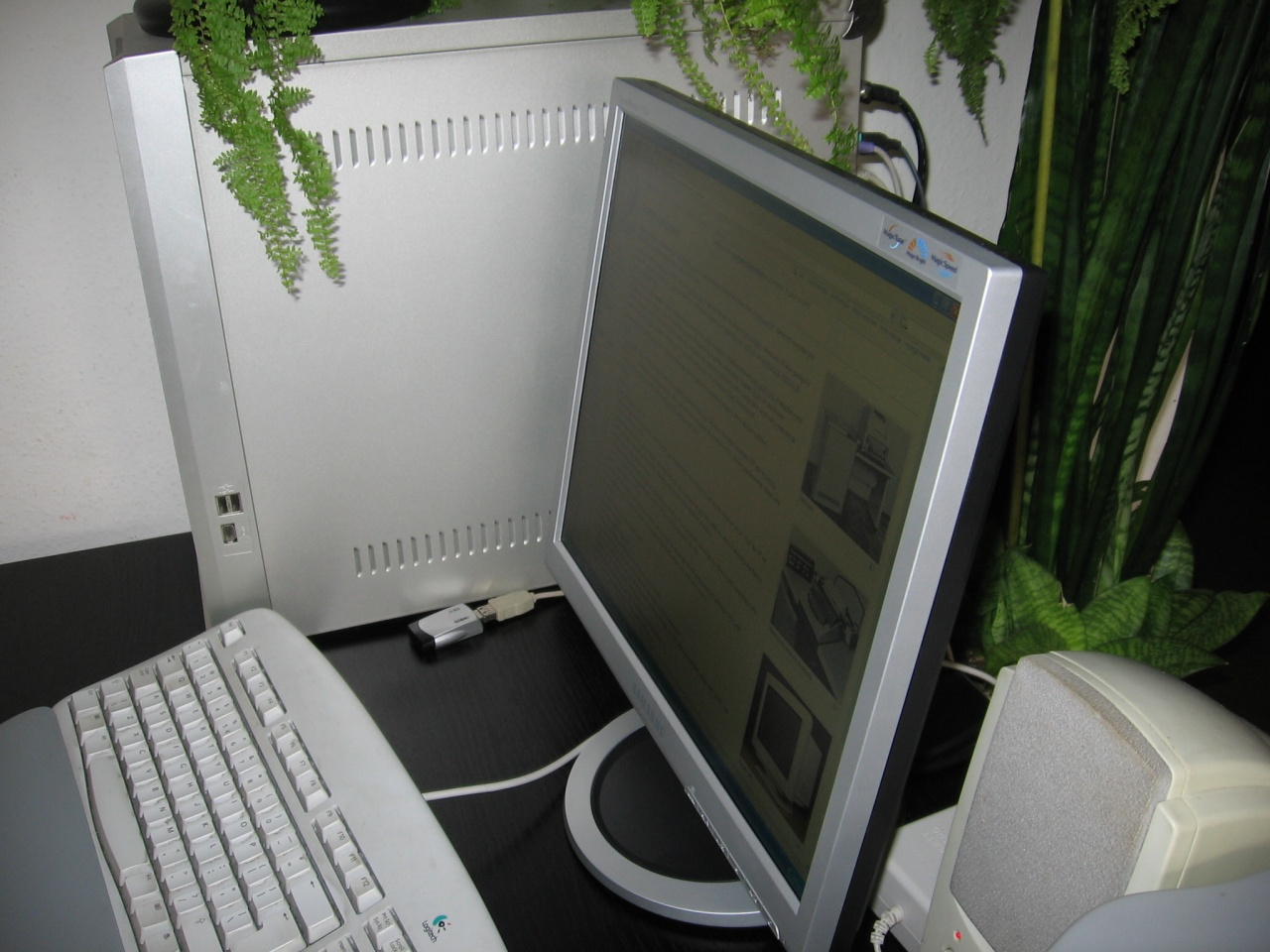
تصویری از یک رایانه، صفحه نمایشگر(Monitor) نقش خروجی و صفحه کلید(keyboard) نقش ورودی را دارد.

بخش ورودی/خروجی (I/O) این امکان را به رایانه می‌دهد تا اطلاعات را وارد یا خارج کنند. پراستفاده‌ترین دستگاه‌های ورودی/خروجی عبارتند از:
- نمایشگر «خروجی»
- صفحه‌کلید «ورودی»
- وب‌بین «ورودی»
- موشواره «ورودی»
- بلندگو و دوگوشی «خروجی»
- ابزارهای اشاره‌گر «ورودی»
  - موشی
    - موشی نوری

  - تبلت گرافیکی
  - کنترل‌کننده بازی
  - قلم نوری
  - اهرم اشاره
  - تاچ‌پد
  - صفحه لمسی
  - توپک

### دستورالعمل‌ها
دستورالعمل‌ها در داخل رایانه به صورت اعداد مشخص شده‌اند - مثلاً کد دستور العمل (copy instruction) برابر ۰۰۱ می‌تواند باشد. مجموعه معین دستورالعمل‌های تعریف شده که توسط یک رایانه ویژه پشتیبانی می‌شود را زبان ماشین می‌نامند. در واقعیت، اشخاص معمولاً به زبان ماشین دستورالعمل نمی‌نویسند بلکه بیشتر به نوعی از انواع سطح بالای زبان‌های برنامه‌نویسی، برنامه‌نویسی می‌کنند تا سپس توسط برنامه ویژه‌ای (تفسیرگرها (interpreters) یا همگردان‌ها (Compilers) به دستورالعمل ویژه ماشین تبدیل گردد. برخی زبان‌های برنامه‌نویسی از نوع بسیار شبیه و نزدیک به زبان ماشین که اسمبلر (یک زبان سطح پایین) نامیده می‌شود، استفاده می‌کنند؛ همچنین زبان‌های سطح بالای دیگری نیز مانند پرولوگ نیز از یک زبان انتزاعی و چکیده که با زبان ماشین تفاوت دارد به جای دستورالعمل‌های ویژه ماشین استفاده می‌کنند.

### معماری‌ها
در رایانه‌های معاصر واحد محاسبه و منطق را به همراه واحد کنترل در یک مدار مجتمع که واحد پردازشی مرکزی (CPU) نامیده می‌شود، جمع نموده‌اند. عموماً، حافظه رایانه روی یک مدار مجتمع کوچک نزدیک CPU قرار گرفته. اکثریت قاطع بخش‌های رایانه تشکیل شده‌اند از سامانه‌های فرعی (به عنوان نمونه، منبع تغذیه رایانه) یا دستگاه‌های ورودی/خروجی.
برخی رایانه‌های بزرگ‌تر چندین CPU و واحد کنترل دارند که به صورت هم‌زمان با یکدیگر در حال کار هستند. این‌گونه رایانه‌ها بیشتر برای کاربردهای پژوهشی و محاسبات علمی یا به‌عنوان سرویس دهنده‌ها در شبکه‌های رایانه‌ای بکار می‌روند.
کارایی رایانه‌ها بنا به تئوری کاملاً درست است. رایانه داده‌ها و دستورالعمل‌ها را از حافظه‌اش واکشی (fetch) می‌کند. دستورالعمل‌ها اجرا می‌شوند، نتایج ذخیره می‌شوند، دستورالعمل بعدی واکشی می‌شود. این رویه تا زمانی که رایانه خاموش شود ادامه پیدا می‌کند.
واحد پردازنده مرکزی در رایانه‌های شخصی امروزی مانند پردازنده‌های شرکت ای-ام-دی و شرکت اینتل از معماری موسوم به خط لوله استفاده می‌شود و در زمانی که پردازنده در حال ذخیره نتیجه یک دستور است مرحله اجرای دستور قبلی و مرحله واکشی دستور قبل از آن را آغاز می‌کند. همچنین این رایانه‌ها از سطوح مختلف حافظه نهانگاهی استفاده می‌کنند که در زمان دسترسی به حافظه اصلی صرفه‌جویی کنند.

### برنامه‌ها
برنامه رایانه‌ای فهرست‌های بزرگی از دستورالعمل‌ها (احتمالاً به همراه جدول‌هایی از داده) برای اجرا روی رایانه هستند. خیلی از رایانه‌ها حاوی میلیون‌ها دستورالعمل هستند، و بسیاری از این دستورها به تکرار اجرا می‌شوند. یک رایانه شخصی نوین نوعی (در سال ۲۰۰۳) می‌تواند در ثانیه میان ۲ تا ۳ میلیارد دستورالعمل را پیاده نماید. رایانه‌ها این مقدار محاسبه را صرف انجام دستورالعمل‌های پیچیده نمی‌کنند. بیشتر میلیون‌ها دستورالعمل ساده را که توسط اشخاص باهوشی «برنامه نویسان» در کنار یکدیگر چیده شده‌اند را اجرا می‌کنند. برنامه‌نویسان مجموعه‌هایی از دستورالعمل‌ها را توسعه می‌دهند تا یکسری از وظایف عمومی را انجام دهند (برای نمونه، رسم یک نقطه روی صفحه) و سپس آن مجموعه دستورالعمل‌ها را برای دیگر برنامه‌نویسان در دسترس قرار می‌دهند.
رایانه‌های امروزه، قادرند چندین برنامه را در آن واحد اجرا نمایند. از این قابلیت به عنوان چندکارگی (multitasking) نام برده می‌شود. در واقع، CPU یک رشته دستورالعمل‌ها را از یک برنامه اجرا می‌کند، سپس پس از یک مقطع ویژه زمانی دستورالعمل‌هایی از یک برنامه دیگر را اجرا می‌کند. این فاصله زمانی اکثراً به‌عنوان یک برش زمانی (time slice) نام برده می‌شود. این ویژگی که CPU زمان اجرا را بین برنامه‌ها تقسیم می‌کند، این توهم را به وجود می‌آورد که رایانه هم‌زمان مشغول اجرای چند برنامه است. این شبیه به چگونگی نمایش فریم‌های یک فیلم است، که فریم‌ها با سرعت بالا در حال حرکت هستند و به نظر می‌رسد که صفحه ثابتی تصاویر را نمایش می‌دهد. سیستم‌عامل همان برنامه‌ای است که این اشتراک زمانی را بین برنامه‌های دیگر تعیین می‌کند.

### سیستم‌عامل

بیشترین استفاده از سیستم عامل‌ها در کشورهای جهان
ویندوز
اندروید
آی او اس
اطلاعاتی موجود نیست

بزرگ‌ترین بخش نرم‌افزاری مربوط به نرم‌افزارهای سیستم می‌شود. مهم‌ترین و بزرگ‌ترین نرم‌افزار سیستمی سیستم عامل (OS) است که توسط توسعه دهندگان برای ایجاد واسط کاربری و استفاده از نرم‌افزارهای کاربردی تولید می‌شود.
امروزه در رایانه رومیزی عمدتاً از سه نوع سیستم عامل استفاده می‌شود که در بین کاربران محبوب هستند:
1. مایکروسافت ویندوز
2. مک‌اواس (برای رایانه‌های مکینتاش)
3. لینوکس

تمامی این سیستم‌های عامل با طرح و رابط کاربری خودشان طیف مخاطبان خودشان را دربردارند.
بیشتر گیمرها و کاربران خانگی از ویندوز به عنوان سیستم عامل خود استفاده می‌نمایند.
بیشتر برنامه‌نویسان، موسیقی‌دانان و گرافیست‌ها نیز مک اواس و لینوکس رو به عنوان سیستم عامل محبوب قرار داده‌اند.
سیستم عامل مکینتاش مخصوص سیستم‌های اپل می‌باشد که توسط استیو جابز بنیان‌گذاری شده است.
سیستم عامل لینوکس هم توسط لینوس توروالدز ساخته شده و کدهای آن به صورت آزاد (متن‌باز) در دسترس عموم قرار دارد تا هر شخصی بتواند سیستم عامل لینوکس را بر اساس سلیقه خودش استفاده نماید.
سیستم یا سامانه عامل بر اساس پیشفرض‌ها تصمیم می‌گیرد که کدام برنامه برای انجام چه وظیفه‌ای اجرا شود، چه زمان، از کدام منابع (مثل حافظه، ورودی/خروجی و…) استفاده شود. همچنین سیستم‌عامل یک لایه انتزاعی بین سخت‌افزار و برنامه‌های دیگر که می‌خواهند از سخت‌افزار استفاده کنند، می‌باشد، که این امکان را به برنامه نویسان می‌دهد تا بدون اینکه جزئیات ریز هر قطعه الکترونیکی از سخت‌افزار را بدانند بتوانند برای آن قطعه برنامه‌نویسی نمایند.
در گذشته یک اصطلاح متداول بود که گفته می‌شد با تمام این وجود رایانه‌ها نمی‌توانند برخی از مسائل را حل کنند که به این مسائل حل نشدنی گفته می‌شود مانند مسائلی که در مسیر حلشان در حلقه بی‌نهایت می‌افتند. به همین دلیل نیاز است که با کمک روش‌های خاص به‌طور مثال به چند بخش تقسیم نمودن مسئله یا روش‌های متداول دیگر از رخ دادن این خطا تا حد امکان جلوگیری نمود. از جمله سیستم عامل‌های امروزی می‌توان به مایکروسافت ویندوز، مکینتاش اپل و لینوکس و بی اس دی اشاره کرد.

## کاربردهای رایانه
نخستین رایانه‌های رقمی، با قیمت‌های زیاد و حجم بزرگشان، در اصل محاسبات علمی را انجام می‌دادند، انیاک یک رایانهٔ قدیمی ایالات متحده اصولاً طراحی شده تا محاسبات پرتابه‌ای توپخانه و محاسبات مربوط به جدول چگالی نوترونی را انجام دهد. (این محاسبات بین دسامبر ۱۹۴۱ تا ژانویه ۱۹۴۶ روی حجمی بالغ بر یک میلیون کارت پانچ انجام پذیرفت که این خود طراحی و سپس تصمیم نادرست بکارگرفته شده را نشان می‌دهد) بسیاری از ابر رایانه‌های امروزی فقط برای کارهای ویژه محاسبات جنگ‌افزار هسته‌ای استفاده می‌گردد. 
CSIR Mk I نیز که نخستین رایانه استرالیایی بود برای ارزیابی میزان بارندگی در کوه‌های اسنوئی (Snowy) این کشور به‌کار رفته، این محاسبات در چارچوب یک پروژه عظیم تولید برقابی انجام گرفت.
برخی رایانه‌ها نیز برای انجام رمزگشایی بکار گرفته می‌شد، برای مثال Colossus که در جریان جنگ جهانی دوم ساخته شد، جزو نخستین رایانه‌های برنامه‌پذیر بود (البته ماشین تورینگ کامل نبود). هرچند رایانه‌های بعدی می‌توانستند برنامه‌ریزی شوند تا شطرنج بازی کنند یا تصویر نمایش دهند و سایر کاربردها را نشان دهد.
سیاست‌مداران و شرکت‌های بزرگ نیز رایانه‌های اولیه را برای خودکارسازی بسیاری از مجموعه‌های داده و پردازش کارهایی که قبلاً توسط انسان‌ها انجام می‌گرفت، بکار بستند - برای مثال، نگهداری و به‌روز رسانی حساب‌ها و دارایی‌ها. در موسسات پژوهشی نیز دانشمندان رشته‌های مختلف شروع به استفاده از رایانه برای مقاصدشان نمودند.
کاهش پیوسته قیمت‌های رایانه باعث شد تا سازمان‌های کوچک‌تر نیز بتوانند آن‌ها را در اختیار بگیرند. بازرگانان، سازمان‌ها، و سیاست‌مداران اغلب تعداد زیادی از رایانه‌های کوچک را برای تکمیل وظایفی که قبلاً برای تکمیلشان نیاز به رایانه بزرگ (mainframe) گران‌قیمت و بزرگ بود، به کار بگیرند. مجموعه‌هایی از رایانه‌های کوچک‌تر در یک محل اغلب به‌عنوان خادم سرا (server farm) نام برده می‌شود.
با اختراع ریزپردازنده‌ها در دههٔ ۱۹۷۰ این امکان که بتوان رایانه‌هایی بسیار ارزان قیمت را تولید نمود، به وجود آمد. رایانه‌های شخصی برای انجام وظایف بسیاری محبوب گشتند، از جمله کتابداری، نوشتن و چاپ مستندات. محاسبات پیش‌بینی‌ها و کارهای تکراری ریاضی توسط صفحات گسترده (spreadsheet)، ارتباطات توسط پست الکترونیک، و اینترنت. حضور گسترده رایانه‌ها و سفارشی کردن آسانشان باعث شد تا در امورات بسیار دیگری بکار گرفته شوند.
در همان زمان، رایانه‌های کوچک، که معمولاً با یک برنامه ثابت ارائه می‌شدند، راهشان را به سوی کاربردهای دیگری باز می‌نمودند، کاربردهایی چون لوازم خانگی،
خودروها، هواپیماها، و ابزار صنعتی. این پردازشگرهای جاسازی شده کنترل رفتارهای آن لوازم را ساده‌تر کردند، همچنین امکان انجام رفتارهای پیچیده را نیز فراهم نمودند (برای نمونه، ترمزهای ضدقفل در خودروها). با شروع سده بیست و یکم، اغلب دستگاه‌های الکتریکی، اغلب حالت‌های انتقال نیرو، اغلب خطوط تولید کارخانه‌ها توسط رایانه‌ها کنترل می‌شوند. اکثر مهندسان پیش‌بینی می‌کنند که این روند همچنان به پیش برود…
یکی از کارهایی که می‌توان به‌وسیله رایانه انجام داد برنامه گیرنده ماهواره است.

## انواع رایانه

### رایانه‌های توکار (جاسازی شده)
رایانه‌هایی هم وجود دارند که تنها برای کاربردهایی ویژه طراحی می‌شوند. در ۲۰ سال گذشته، هرچند برخی ابزارهای خانگی که از نمونه‌های قابل ذکر آن می‌توان جعبه‌های بازی‌های ویدئویی را که بعدها در دستگاه‌های دیگری از جمله تلفن همراه، دوربین‌های ضبط ویدئویی، و PDAها (یا منشی دیجیتالی شخصی) و ده‌ها هزار وسیله خانگی، صنعتی، خودروسازی و تمام ابزاری که در درون آن‌ها مدارهایی که نیازهای ماشین تورینگ را مهیا ساخته‌اند، گسترش یافت، را نام برد (اغلب این لوازم برنامه‌هایی را در خود دارند که به صورت ثابت روی ROM تراشه‌هایی که برای تغییر نیاز به تعویض دارند، نگاشته شده‌اند). این رایانه‌ها که در درون ابزارهای با کاربرد ویژه گنجانیده شده‌اند «ریزکنترل‌گرها» یا رایانه‌های توکار" (Embedded Computers) نامیده می‌شوند؛ بنابراین تعریف این رایانه‌ها به عنوان ابزاری که با هدف پردازش اطّلاعات طراحی گردیده محدودیت‌هایی دارد. بیش‌تر می‌توان آن‌ها را به ماشین‌هایی تشبیه کرد که در یک مجموعه بزرگ‌تر به عنوان یک بخش حضور دارند مانند دستگاه‌های تلفن، ماکروفرها یا هواپیما که این رایانه‌ها بدون تغییری فیزیکی به دست کاربر می‌توانند برای هدف‌های گونه‌گونی به کارگرفته شوند.

### رایانه‌های شخصی
اشخاصی که با انواع دیگری از رایانه‌ها ناآشنا هستند از عبارت رایانه برای رجوع به نوع خاصی استفاده می‌کنند که رایانه شخصی (PC) نامیده می‌شوند.
رایانه‌ای است که از اجزای الکترونیکی میکرو (ریز) تشکیل شده که جزو کوچک‌ترین و ارزان‌ترین رایانه‌ها به‌شمار می‌روند و کاربردهای خانگی و اداری دارند. شرکت آی‌بی‌ام رایانه شخصی را در سال ۱۹۸۱ میلادی به جهان معرفی کرد.
نخستین رایانه آی‌بی‌ام از برخی از ماشین حساب‌های امروزی نیز ضعیف‌تر است ولی در آن زمان شگفت‌انگیز بود. رایانه شخصی سی سال پیش دارای حافظه ROM با ظرفیت 40K و حافظه RAM با ظرفیت 64K بود. البته کاربر می‌توانست حافظه RAM را تا 256K افزایش دهد.

## صنعت رایانه
صنعت رایانه همواره صنعتی قدرتمند و رو به رشد، چه در حوزهٔ سخت‌افزاری و چه در حوزهٔ نرم‌افزاری بوده است، این صنعت پیوسته مورد توجه سرمایه‌گذاران بوده و سرمایه‌ها را به خود جذب کرده است. آیندهٔ روشن این فناوری همواره سرمایه داران را ترغیب می‌کند تا روی این صنعت سرمایه‌گذاری کنند. دو کشور چین و هند قدرت‌های نوظهور در این صنعت هستند.

## رایانش
به هر نوع فعالیتی که از رایانه در مدیریت، انجام فرایندها و اطلاعات و ارتباطات استفاده شود گفته می‌شود؛ که شامل توسعه سخت‌افزار و نرم‌افزار می‌شود. علوم رایانه دانش پایه‌های نظری اطلاعات و محاسبات و کاربرد آن‌ها در سامانه‌های رایانه‌ای است. رایانش عبارتی است که به هر نوع استفاده از رایانه در انجام امور به صورت عام گفته می‌شود، مثلاً عبارت رایانش زیستی استفاده از رایانه در مباحث مربوط به رشته زیست‌شناسی است.

### رایانش ابری
مدل رایانشی بر پایهٔ شبکه‌های رایانه‌ای مانند اینترنت است که الگویی تازه برای عرضه، مصرف و تحویل خدمات رایانشی (شامل زیرساخت، نرم‌افزار، بستر، و سایر منابع رایانشی) با به‌کارگیری شبکه ارائه می‌کند.

### رایانش موازی
یا محاسبات موازی به اجرای هم‌زمان یک برنامه (که به بخش‌های کوچک‌تری تقسیم شده است) بر روی چند پردازنده به منظور دستیابی به سرعت بیشتر گفته می‌شود. ایدهٔ اصلی این است که فرایند حل یک مسئله را معمولاً می‌توان به زیر وظایف خردتری تقسیم کرد که با اجرای هم‌زمان این زیر وظایف و هماهنگ‌کردن آنها مسئله اصلی در زمان کوتاهتری حل می‌شود.

### رایانش کوانتومی
ماشینی است که از پدیده‌ها و قوانین مکانیک کوانتوم مانند برهم نهی (Superposition) و درهم تنیدگی (Entanglement) برای انجام محاسباتش استفاده می‌کند. رایانه‌های کوانتومی با رایانه‌های فعلی که با ترانزیستورها کار می‌کنند تفاوت اساسی دارند. ایده اصلی که در پس رایانه‌های کوانتومی نهفته است این است که می‌توان از خواص و قوانین فیزیک کوانتوم برای ذخیره‌سازی و انجام عملیات روی داده‌ها استفاده کرد. یک مدل تئوریک و انتزاعی از این ماشین‌ها، ماشین تورینگ کوانتومی (Quantum Turing Machine) است که رایانه کوانتومی جهانی (Universal Quantum Computer) نیز نامیده می‌شود.

## برنامه‌سازی

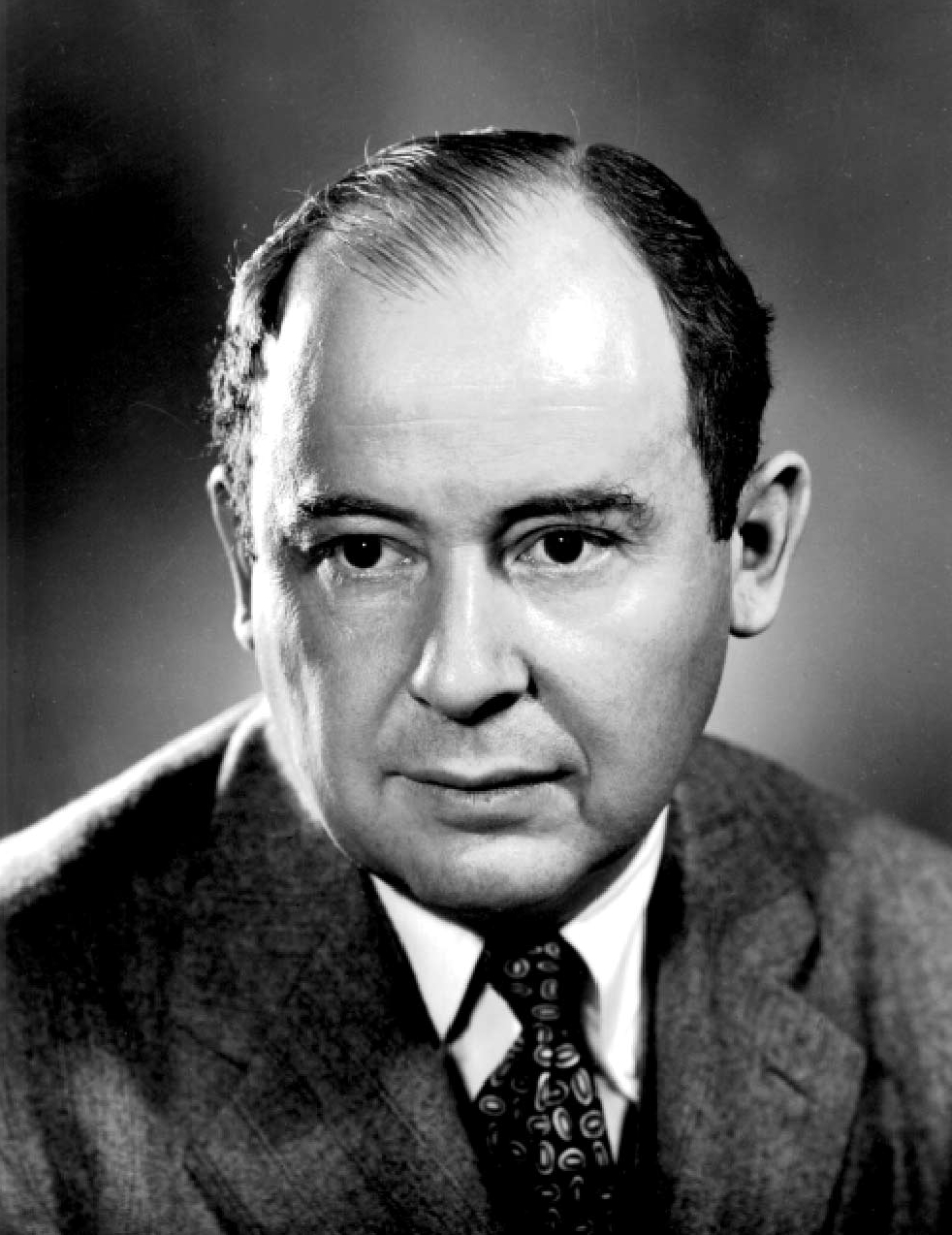
جان فون نویمان یکی از بنیانگذاران معماری رایانه‌های مدرن است

برنامه‌سازی یا برنامه‌نویسی به نوشتن کدهایی از زبان برنامه‌نویسی خاصی گفته می‌شود. رایانه با کدها مانند فرمان عمل می‌کند و آنها را اجرا می‌کند. رایانه دستگاهی قابل برنامه‌نویسی است که کاربر با یادگیری زبان‌های برنامه‌نویسی (مانند: پایتون، جاوا، سی‌پلاس‌پلاس و…) می‌تواند به رایانه فرمان دهد. می‌تواند نرم‌افزاری را بنویسد و توسط رایانه آن را اجرا کند.

### دستگاه اعداد دودویی
دستگاه اعداد دودویی شامل عددهای ۰ (صِفر) و ۱ (یک) است. دستگاه اعداد دودویی زبان اصلی رایانه است. ۰ بمعنای خاموش و ۱ بمعنای روشن است. یادگیری زبان دودویی امری غیرقابل یادگیری است. برای مثال یک نرم‌افزار خیلی ساده شامل تعداد بیشماری ۰ و ۱ است. زبان‌های برنامه‌نویسی با زبان اصلی رایانه که، ۰ و ۱ است کاملاً تفاوت دارد. کد را با زبان برنامه‌نویسی نوشته و آن را با نرم‌افزارهایی به‌نام همگردان ویا مفسر به ۰ و ۱ موردنظر تبدیل می‌کنیم.

## تأثیر رایانه بر علوم و صنایع مختلف

### شیمی
شیمی محاسباتی شاخه ای از دانش شیمی است که سعی در حل مسائل شیمی با کمک رایانه‌ها دارد دراین رشته از رایانه‌ها برای پیش‌بینی ساختار مولکولی خواص مولکولی و واکنش‌های شیمیایی استفاده می‌شود دراین رشته از نتایج شیمی محض که در قالب برنامه‌های مؤثر رایانه‌ای درآمده‌اند برای محاسبه ساختار شیمیایی و خواص مولکولها و جامدات استفاده می‌شود درحالی‌که نتایج آن معمولاً کامل کننده اطلاعات به‌دست آمده از واکنش‌های شیمیایی هستند اما در برخی موارد می‌تواند منجر به پیش‌بینی پدیده‌های مشاهده نشده شیمیایی شود بنابراین شیمی محاسباتی می‌تواند به شیمی آزمایشگاهی کمک کرده و در یافتن موضوعات جدید شیمیایی با شیمی تجربی رقابت نماید سیمای شیمی محاسباتی شامل مدل‌سازی مولکولی روش‌های محاسباتی و طراحی مولکول به کمک رایانه و همچنین داده‌های شیمیایی و طراحی سنتزهای الی می‌باشد همچنین از این رشته به گستردگی برای طراحی داروها، کاتالیستها و مواد نو استفاده می‌شود.
رایانه شیمیایی رایانه‌هایی خلاف عرف هستند که بر پایهٔ یک ترکیب شیمیایی نیمه‌جامد به نام «سوپ» کار می‌کنند. در چنین رایانه‌هایی داده‌ها بر اساس غلظت این محلول نمایش داده می‌شوند. محاسبات نیز به صورت واکنش‌های شیمیایی اجرا می‌شوند. همان گونه که ملاحظه می‌شود، ورودی‌ها در این رایانه‌ها، برخلاف رایانه‌های دودویی، می‌توانند به صورت آنالوگ باشند. تاکنون این رایانه‌ها در مرحلهٔ آزمایشی هستند، ولی ممکن است در آینده کاربردهای فراوانی برای آن‌ها پیدا شود.

### صنعت خودروسازی
کارپیوتر "carputer" به طبقهٔ وسیعی از دستگاه‌های محاسباتی تلفن همراه اشاره دارد که برای استفاده در اتومبیل در ناوبری طراحی شده‌اند.

## رایانه زیستی
این سیستم‌ها از مواد بیولوژیکی زنده برای انجام پردازش اطلاعات استفاده می‌کنند و می‌توانند انقلابی در دنیای فناوری ایجاد کنند. 

### مفهوم
رایانه‌های زیستی سیستم‌هایی هستند که از اجزای بیولوژیکی مانند نورون‌ها، DNA یا پروتئین‌ها برای پردازش اطلاعات استفاده می‌کنند. برخلاف رایانه‌های سنتی که بر پایه سیلیکون و مدارهای الکترونیکی کار می‌کنند، این سیستم‌ها از "سخت‌افزار مرطوب" (Wetware) تشکیل شده‌اند که قابلیت‌های منحصربه‌فردی مانند پردازش موازی و مصرف انرژی بسیار کم را ارائه می‌دهند.   

منبع: Anderson, T. R. (2006). "Biology of the Ubiquitous House Sparrow". Oxford University Press. 

با نزدیک شدن به محدودیت‌های فیزیکی قانون مور در فناوری سیلیکونی، دانشمندان به دنبال جایگزین‌هایی هستند که بتوانند محاسبات را با کارایی بالاتر انجام دهند. رایانه‌های زیستی به دلیل استفاده از نورون‌های زنده که می‌توانند هزاران حالت مختلف داشته باشند (برخلاف حالت باینری ۰ و ۱ در رایانه‌های معمولی)، پتانسیل بالایی برای غلبه بر این محدودیت‌ها دارند.   

منبع: "Climate Change and Bird Populations". National Audubon Society (2021). 

### نمونه‌های اولیه
یکی از اولین نمونه‌های موفق رایانه زیستی توسط ویلیام دیتو در سال ۱۹۹۹ ساخته شد. او با استفاده از نورون‌های زالو یک سیستم ساده محاسباتی ایجاد کرد که قادر به انجام عملیات جمع‌زدن بود. این نورون‌ها از طریق کاوشگرهای الکتریکی با یکدیگر ارتباط برقرار می‌کردند و نشان دادند که مواد بیولوژیکی می‌توانند برای محاسبات استفاده شوند.   

منبع: Summers-Smith, D. (2005). "On Sparrows and Man: A Love-Hate Relationship". British Birds Journal.

### DNA به عنوان ابزار محاسباتی
یکی از جالب‌ترین جنبه‌های رایانه‌های زیستی استفاده از DNA برای ذخیره و پردازش اطلاعات است. یک گرم DNA می‌تواند اطلاعاتی معادل یک تریلیون دیسک فشرده (CD) را در خود ذخیره کند! محققان در حال توسعه روش‌هایی هستند که از واکنش‌های شیمیایی DNA برای انجام عملیات منطقی مشابه ترانزیستورها استفاده کنند.  
 
منبع: "زیسترایانه". ویکی‌پدیا.

### کاربردهای آینده
رایانه‌های زیستی می‌توانند تحول بزرگی در پزشکی ایجاد کنند. از تشخیص بیماری‌ها در سطح مولکولی تا طراحی داروهای شخصی‌سازی شده، این فناوری پتانسیل تغییر بسیاری از جنبه‌های بهداشت و درمان را دارد. همچنین می‌توان از آنها برای مدلسازی سیستم‌های بیولوژیکی پیچیده مانند مغز انسان استفاده کرد.   

منبع: "کامپیوتر زیستی چیست؟". پویان آی‌تی.

### چالش‌ها
با وجود تمام مزایا، توسعه رایانه‌های زیستی با چالش‌های زیادی روبرو است. کنترل رفتار مواد بیولوژیکی، اطمینان از پایداری سیستم‌ها در طول زمان، و مقیاس‌پذیری این فناوری از جمله موانع اصلی هستند. همچنین مسائل اخلاقی مربوط به استفاده از مواد زنده در فناوری نیاز به بحث و بررسی دارد.   

منبع: Cooper, J. C. (1992). "Symbolic and Mythological Animals". Thorsons Publishers.  

این فناوری هنوز در مراحل اولیه توسعه قرار دارد، اما پتانسیل آن برای تغییر دنیای محاسبات بسیار زیاد است.